# Jesús de Natzaret
|  | «Jesús» redirigeix aquí. Vegeu-ne altres significats a «Jesús (desambiguació)». |

Jesús de Natzaret (7-2 aC – 30-33 dC) és la figura central del cristianisme, en el qual també se l'anomena «Fill de Déu». El cristianisme sosté que Jesús fou el Messies anunciat a l'Antic Testament i s'hi refereix com a Jesucrist, nom que també es fa servir en contexts no cristians com a sinònim de Jesús de Natzaret.
Pràcticament tots els actuals estudiosos de l'antiguitat estan d'acord que el Jesús històric va existir encara que les investigacions sobre la recerca del Jesús històric han evidenciat que no hi ha consens en la fiabilitat històrica dels relats evangèlics i que el grau de seguiment que va tenir el Jesús bíblic fos el mateix que el que va tenir el Jesús històric. La majoria dels estudiosos estan d'acord que Jesús era un predicador jueu de Galilea, que fou batejat per Joan el Baptista, i fou crucificat a Jerusalem sota les ordres del governador romà, Ponç Pilat. Els erudits han construït diversos retrats literaris del Jesús històric que sovint el representen com el líder d'un moviment apocalíptic, el Messies, un sanador carismàtic, un filòsof savi o un igualitarista que volia impulsar reformes socials. Per elaborar la cronologia de la vida de Jesús, els erudits han relacionat les dades del Nou Testament amb les fonts històriques no cristianes.
Els cristians creuen que Jesús va ser concebut per l'Esperit Sant, va tenir un naixement virginal, va fer miracles, va fundar l'Església Cristiana, va morir crucificat com un sacrifici d'expiació, va ressuscitar després de la mort, i va ascendir al cel, des d'on tornarà a venir. La gran majoria dels cristians adoren Jesús com l'encarnació del Fill de Déu, la segona de les Persones de la Santíssima Trinitat.
A l'islam, Jesús (normalment transcrit com a Isa) és considerat un dels profetes de Déu més importants i el Masih o Messies. Per als musulmans, Jesús és un profeta i missatger de l'islam que va néixer d'una verge, però a diferència dels cristians no el consideren Déu ni sostenen que fos víctima d'una crucifixió. Els jueus rebutgen que Jesús fos el Messies esperat, al·legant que no complia les profecies messiàniques de la Tanakh.

## Introducció

### Nom
Els jueus en temps de Jesús tenien un únic nom, de vegades complementat amb el cognom del pare o de la ciutat natal de l'individu. Per això el Nou Testament es refereix a «Jesús de Natzaret», el «fill de Josep» i «Jesús, fill de Josep, de Natzaret». No obstant això, també és anomenat «el fill de Maria i germà de Jaume, Josep, de Judes i de Simó». El nom de Jesús, tal com es troba en diversos idiomes moderns, es deriva del llatí Iesus, una transcripció del grec Ἰησοῦς (Iessús). La forma grega és una interpretació del terme de l'arameu ישוע (Yeshua), que al seu torn es deriva del terme hebreu יהושע (Yehoshua), és a dir Josuè. El nom de Yeshua es feia servir a Judea en l'època del naixement de Jesús. Les obres de l'historiador del segle i Flavi Josep es refereixen a almenys vint persones diferents amb aquest nom. L'etimologia del nom de Jesús en el context del Nou Testament generalment conclou que «Yahweh és la salvació».
Des del cristianisme primitiu, els cristians s'han referit a Jesús com a Jesucrist. La paraula Crist prové del grec Χριστός (Khristós), que és una traducció de l'hebreu  מָשִׁיחַ (Masiah), que significa l'ungit i en català es tradueix com a Messies. Els cristians anomenen Jesús com el Crist perquè creuen que és el Messies esperat o profetitzat a l'Antic Testament. En l'ús posterior a la Bíblia, Crist va esdevenir un nom comú o la part del nom comú Jesucrist, però originalment era un títol. El terme «cristià» per a referir-se a un seguidor de Jesucrist es fa servir des del primer segle.

### Fonts

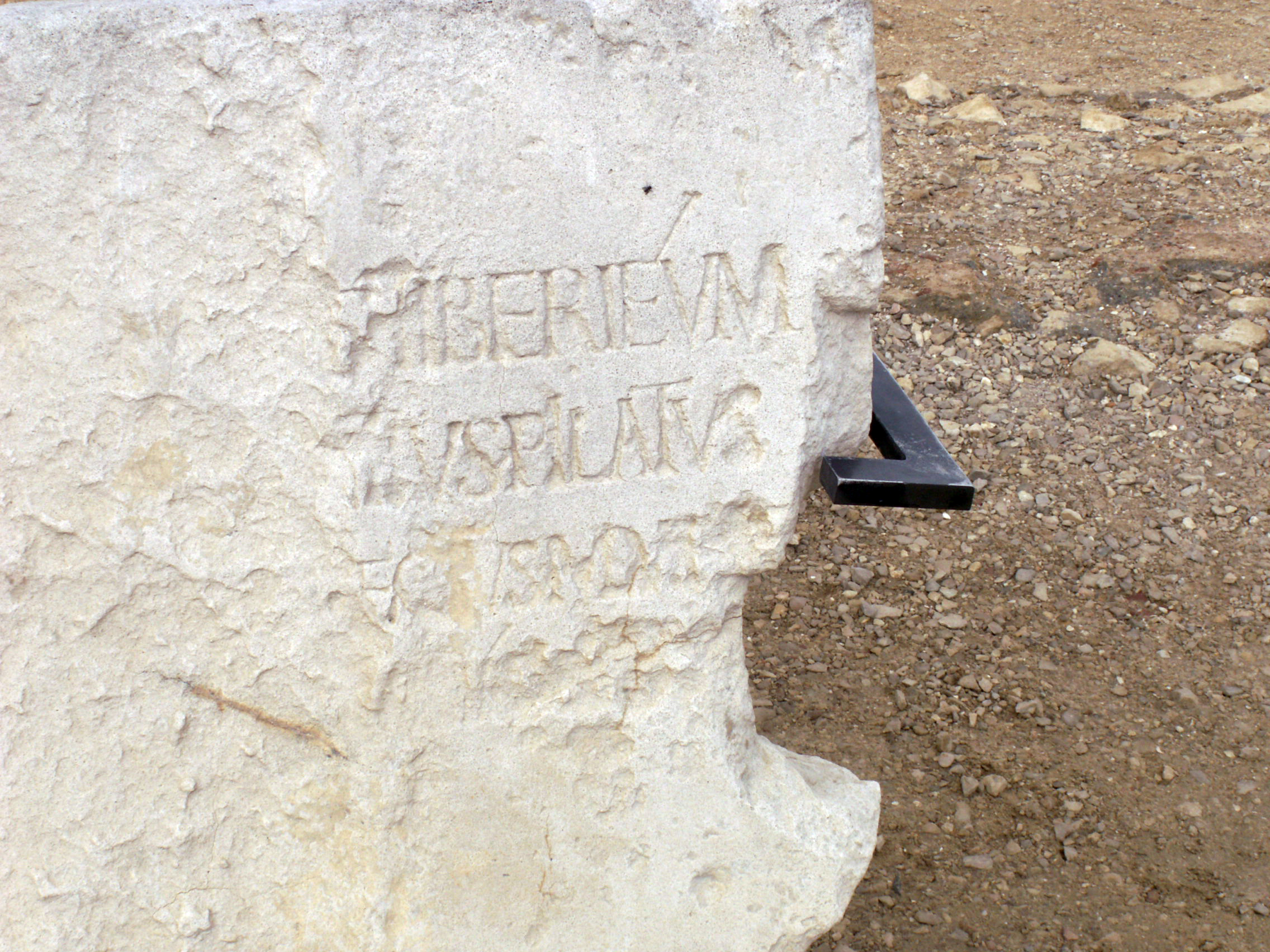
La Pedra de Pilat de Cesarea actualment s'exposa al Museu d'Israel

### Cronologia

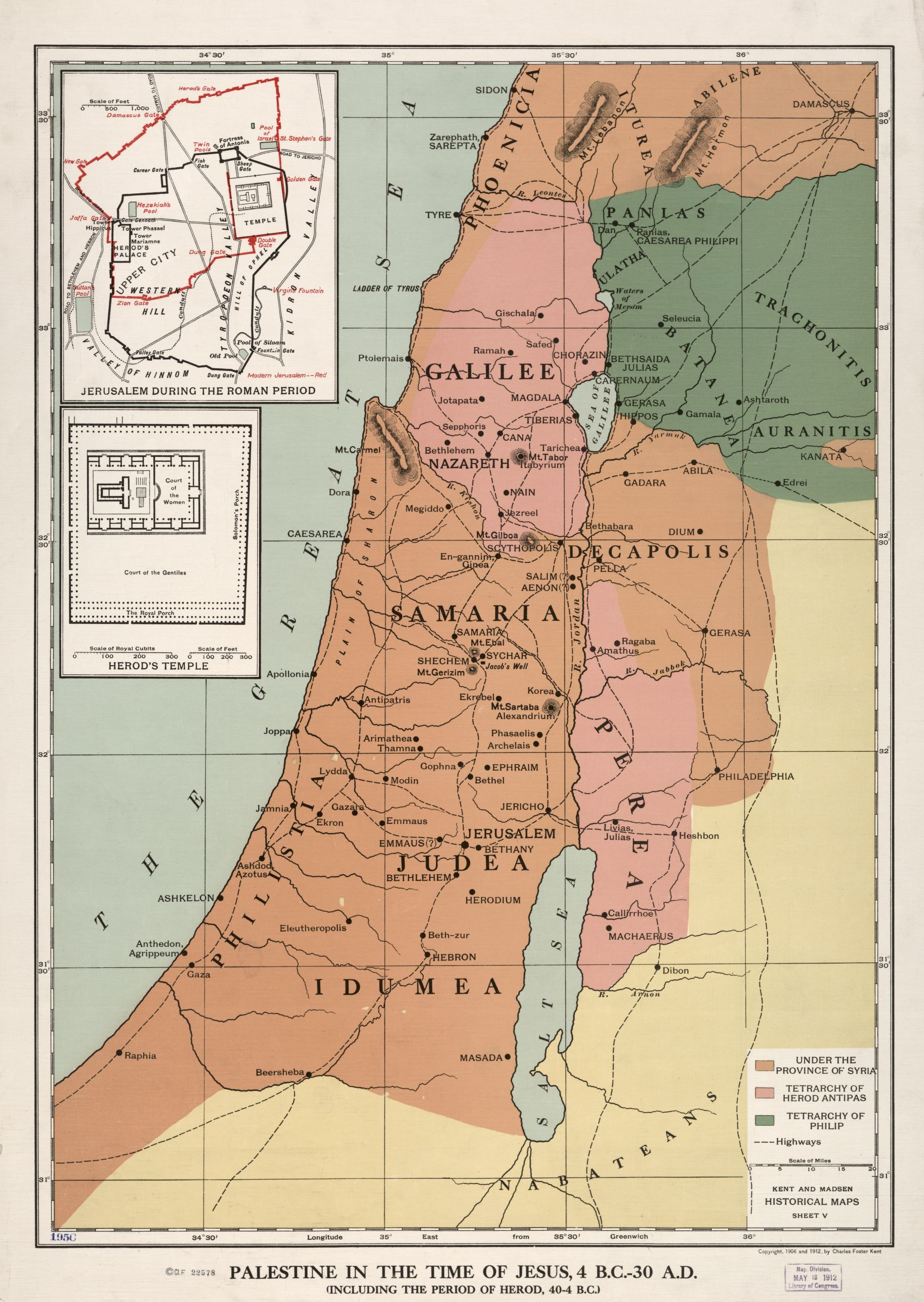
Judea, Galilea i les àrees veïnes en època de Jesús

La majoria dels estudiosos estan d'acord que Jesús era un galileu jueu nascut a principi del segle i que va morir a Judeam entre l'any 30 i el 36 dC. El consens acadèmic general és que Jesús era contemporani a Joan Baptista i va ser crucificat pel governador romà Ponç Pilat, que va regnar de l'any 26 al 36 dC. La majoria dels estudiosos sostenen que Jesús va viure a Galilea i Judea, i no va predicar o estudiar a cap altre lloc.
Els evangelis ofereixen diverses pistes sobre l'any del seu naixement. Mt 2:1 l'associa amb el regnat d'Herodes el Gran, que va morir al voltant de l'any 4 aC, i Lc 1:5 menciona que Herodes era al tron poc abans del naixement de Jesús. Tot i que aquest evangeli també associa el naixement amb el cens de Publi Sulpici Quirí, que va ser deu anys més tard. Lc 3:23 afirma que Jesús tenia «uns trenta anys» al principi del seu ministeri, que d'acord amb Ac 10:37-38 va ser precedit pel ministeri de Joan el Baptista, tal com mostra també Lc 3:1 que havia començat l'any 15 de Tiberi, que va regnar el 28 o 29 dC. En confrontar els relats de l'evangeli amb les dades històriques i l'ús d'altres mètodes, la majoria dels estudiosos conclouen que Jesús va néixer entre l'any 6 i 4 aC, però d'altres proposen estimacions que engrandeixen el marge d'error. Segons John P. Meier, Jesús podria haver nascut també l'any 7 aC, mentre que Finegan diu que podria haver nascut fins i tot l'any 2 aC.
Els anys del ministeri de Jesús s'han calculat utilitzant diversos enfocaments. Un d'aquests s'ha centrat en Lc 3:1-2, Ac 10:37-38 i les dates del regnat de Tiberi, que són ben conegudes, per a concloure que Jesús va començar el ministeri l'any 28 o 29 dC. Un altre enfocament utilitza la declaració sobre el temple de Jn 2:13-20, que afirma que el temple de Jerusalem estava en el seu any número 46 de la construcció al començament del ministeri de Jesús, juntament amb els texts de Flavi Josep que diuen que Herodes va començar la reconstrucció del temple l'any 18 del seu regnat, per estimar una data entre el 27 i el 29 dC. Un altre mètode fa servir la data de la mort de Joan Baptista i el matrimoni d'Herodes Antipas amb Heròdies, basada en els escrits de Flavi Josep, i relaciona les dates amb Mt 14:4 i Mc 6:18. Com que la majoria dels erudits daten el matrimoni d'Herodes i Heròdies entre els anys 28 i 35 dC, la data resulta al voltant dels anys 28 i 29 dC.
També hi ha diversos enfocaments per a determinar l'any de la crucifixió de Jesús. La majoria dels estudiosos coincideixen que va morir entre l'any 30 i el 33 dC. Els evangelis indiquen que l'esdeveniment va succeir durant la prefectura de Pilat, el governador romà de Judea entre el 26 i el 36 dC. La data de la conversió de Pau (estimada entre el 33 i el 36 dC) actua com un límit superior de la data de la crucifixió. Les dates de la conversió i el ministeri de Pau es poden determinar mitjançant l'anàlisi de les epístoles de Pau i el Llibre dels Fets. Els astrònoms des d'Isaac Newton han intentat esbrinar amb precisió la data de la crucifixió mitjançant l'anàlisi del moviment lunar i el càlcul de les dates històriques de la pasqua jueva, una festivitat basada en el calendari hebreu, que era un calendari lunisolar. Les dates més acceptades derivades d'aquest mètode són el 7 d'abril de l'any 30 dC i el 3 d'abril de l'any 33 dC (ambdós del calendari julià).

## Interpretació als evangelis

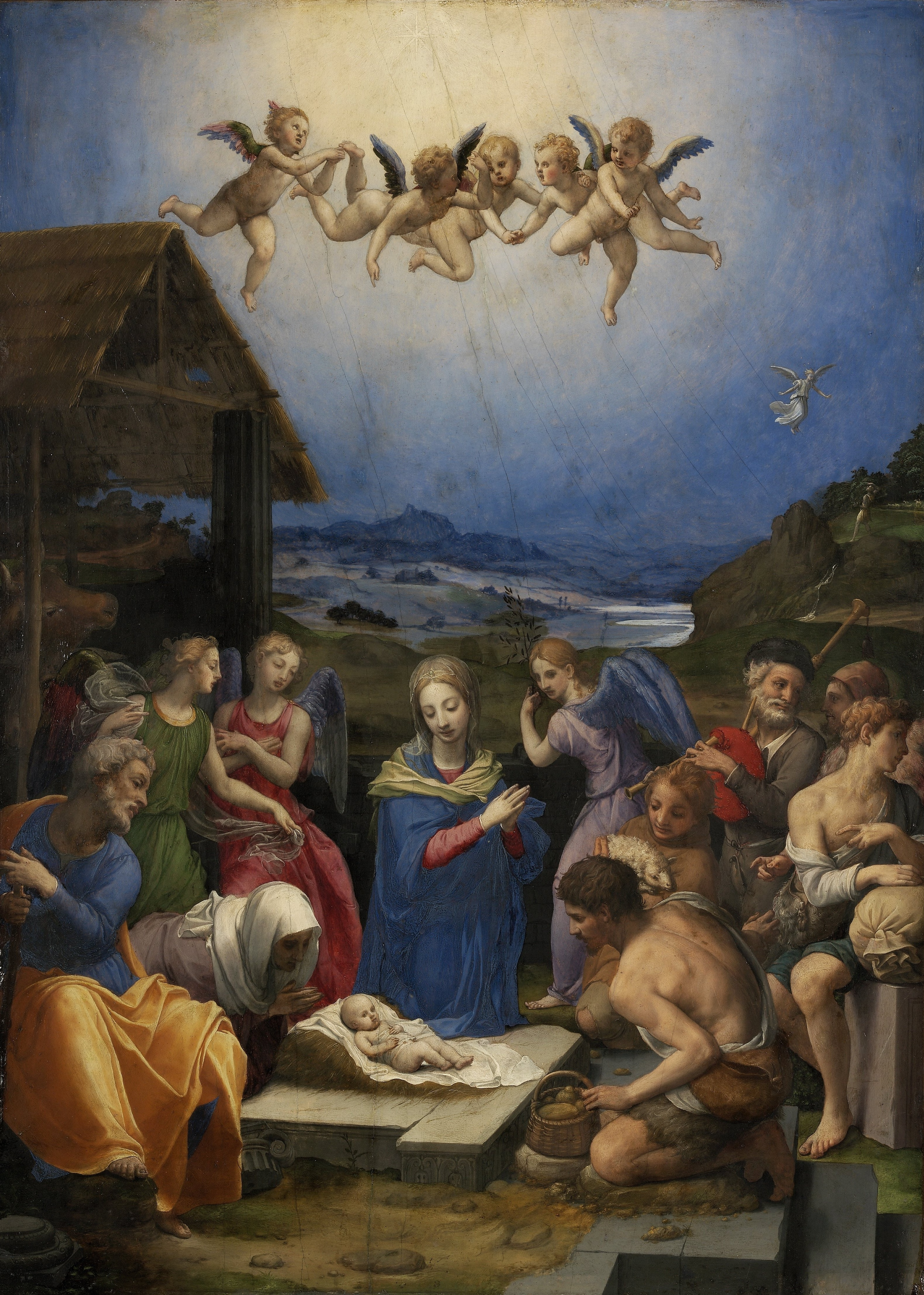
L'adoració dels pastors, per Bronzino

Els quatre evangelis canònics (Mateu, Marc, Lluc i Joan) són les principals fonts de la biografia de Jesús, però hi ha altres parts del Nou Testament, com les Epístoles Paulines, que probablement foren escrites dècades abans que els evangelis i que també inclouen episodis de la seva vida, com el Sant Sopar a 1 Co 11:23-26. Els Ac 10:37-38 i Ac 19:4 es refereixen als principis del ministeri de Jesús i l'anunci que en va fer Joan el Baptista abans del seu ministeri. Ac 1:1-11 expliquen més coses sobre l'Ascensió de Jesús (també mencionada a 1 Tm 3:16) que el que mostren els evangelis canònics. Alguns dels primers cristians i dels grups gnòstics tenien altres descripcions de la vida i els ensenyaments de Jesús que no formen part del Nou Testament com l'Evangeli de Tomàs, l'Evangeli de Pere i l'Apòcrif de Jaume entre d'altres. La majoria dels estudiosos consideren que aquests són més tardans i menys fiables que els evangelis canònics.

### Validesa dels evangelis

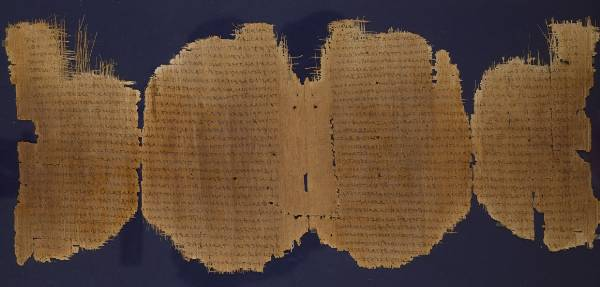
Fragment d'un papir grec del de l'Evangeli segons Lluc que es discuteix.

Els evangelis canònics són quatre relats, cadascun escrit per un autor diferent. El de Marc va ser escrit el 60-75 dC, el de Mateu el 65-85 dC, el de Lluc el 65-95 dC i el de Joan el 75-100 dC. Es diferencien en el seu contingut i en l'ordenament que fan dels esdeveniments.
Els de Mateu, Marc i Lluc es coneixen com els Evangelis sinòptics perquè del grec σύν (sin, 'junts') i ὄψις (opsis 's'han de mirar'). Són similars pel que fa al contingut, la disposició narrativa, el llenguatge i l'estructura dels paràgrafs. Els estudiosos estan d'acord que no és possible trobar una relació directa entre els evangelis sinòptics i l'evangeli de Joan. Mentre que el flux d'alguns esdeveniments, com el Baptisme de Jesús, la transfiguració, la crucifixió i la interacció amb els apòstols tenen similituds entre els sinòptics, esdeveniments com la transfiguració no apareixen a l'Evangeli segons Joan, que també difereix en altres coses, com la purificació del temple.
La majoria dels estudiosos coincideixen que Mateu i Lluc es van inspirar en l'Evangeli segons Marc, tot i que també expliquen algunes coses que no apareixen a l'Evangeli segons Marc. Per explicar això molts estudiosos creuen que a més de Marc hi havia una altra font, habitualment anomenada Font Q, que va ambdós autors van fer servir.
Segons el punt de vista majoritari, els evangelis sinòptics són les principals fonts d'informació històrica de Jesús. Tanmateix, no tot el que figura al Nou Testament es considera històricament fiable. Els elements d'autenticitat històrica que es discuteixen inclouen la nativitat, la resurrecció, l'ascensió, alguns miracles i el judici del Sanedrí, entre d'altres. Les opinions sobre els evangelis van des dels qui els consideren infal·libles per explicar la vida de Jesús fins als qui consideren que no tenen cap credibilitat històrica.
Els autors del Nou Testament mostren poc interès per elaborar una cronologia detallada de Jesús o en buscar la manera de lligar els episodis de la seva vida amb els esdeveniments històrics del seu temps. Com s'indica a Jn 21:25, els evangelis no pretenen proporcionar una llista exhaustiva dels esdeveniments de la vida de Jesús. Es van escriure principalment per a ser documents teològics en el context del cristianisme primitiu, amb la incorporació d'elements cronològics de manera secundària. Una manifestació dels evangelis com a documents teològics més que com a cròniques històriques és que dediquen aproximadament una tercera part del seu contingut a tan sols set dies, és a dir, a l'última setmana de la vida de Jesús a Jerusalem, el període anomenat la Passió de Jesús. Encara que els evangelis no donen detalls suficients per satisfer les demandes dels historiadors moderns, és possible extreure'n un quadre general de la història de la vida de Jesús.
Els evangelis són una sèrie de discursos de Jesús en determinades ocasions, com el Sermó de la muntanya o el discurs de comiat. També inclou més de trenta paràboles incorporades en diversos moments del relat, sovint per a tractar temes relacionats amb els sermons. Els miracles de Jesús constitueixen una gran part dels evangelis. En Marc, el 31 per cent del text hi està dedicat. Les descripcions dels evangelis sobre els miracles sovint estan acompanyades dels records sobre els seus ensenyaments.

### Vida familiar

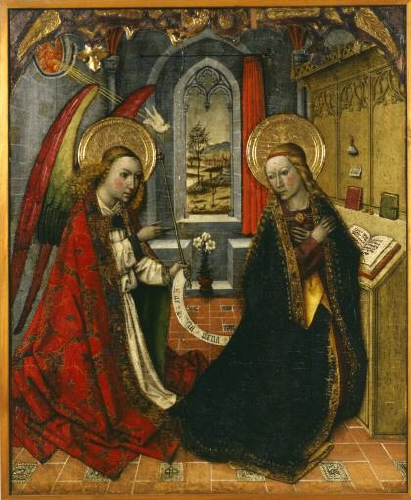
L'Anunciació del Retaule de Vallmoll de Jaume Huguet (99 x 77,5 cm). L'arcàngel Gabriel anuncia a la Verge Maria que serà mare de Jesús sense tenir relacions sexuals, sinó per obra de l'Esperit Sant

#### Naixement
Els relats de la genealogia i la nativitat de Jesús només apareixen als evangelis de Lluc i Mateu, el que els fa, per tant, principals fonts d'informació sobre aquests esdeveniments. Fora del Nou Testament, hi ha documents que són més o menys contemporanis de Jesús i els evangelis, però no n'hi ha gaire que aportin dades sobre els detalls biogràfics de la seva vida.
Mateu comença el seu evangeli amb la genealogia de Jesús (Mt 1:1) que comença amb David i Abraham.Lc 3:22-24 explica que quan la veu del cel s'adreça a Jesús l'identifica com el Fill de Déu. Lluc traça l'ascendència de Jesús a través d'Adam.
La nativitat és un element important a l'evangeli de Lluc, ja que comprèn més del 10 per cent del text i el text és tres vegades més llarg que el text de la nativitat de Mateu. El text de Lluc explica esdeveniments anteriors al naixement de Jesús i se centra en Maria, mentre que Mateu se centra en Josep. Tots dos textos diuen que Jesús va néixer de Maria i de Josep, que es van prometre a Betlem, i parlen del naixement virginal de Jesús, segons el que Jesús hauria estat miraculosament concebut per l'Esperit Sant en el ventre de Maria que no va deixar de ser verge.
A Lc 1:31 Maria coneix per les paraules de l'àngel Gabriel que concebrà i donarà a llum un nen anomenat Jesús a través de l'acció de l'Esperit Sant. Com que Maria està embarassada, Josep té dubtes del seu compromís amb Maria,(Mt 1:19-20) però en el primer somni un àngel li demana que no tingui por de prendre a Maria per esposa perquè és l'Esperit Sant qui ha concebut Maria. Quan Maria està a punt de donar a llum, va anar amb Josep fins a Natzaret per a inscriure el nen al cens ordenat per Cèsar August. Quan Maria ha de donar a llum no troben lloc a l'hostal i decideixen anar a un pessebre (Lc 2:1-7). Els pastors van a Betlem a veure Jesús després de ser-ne informats pels àngels i la notícia s'estén a l'estranger.(Lc 2:8-20). Després de la presentació de Jesús al temple, Josep, Maria i Jesús tornen a Natzaret. A Mt 1:1-12, els Reis Mags o els Mags arriben d'Orient amb regals al jove Jesús, anomenat Rei dels Jueus. Herodes sent a parlar del naixement de Jesús i, volent matar-lo, ordena la massacre dels nens de Betlem. Però un àngel adverteix Josep en el seu segon somni, i la família fuig a Egipte. Després tornen i s'instal·len a Natzaret.

#### Infant Jesús
La casa de Jesús s'identifica en els evangelis de Lluc i Mateu com la ciutat de Natzaret, a Galilea. Josep, espòs de Maria, apareix en la descripció de la infància de Jesús, però després ja no se'n parla més. Els textos de Mateu, de Marc i l'Epístola als Gàlates mencionen els germans i les germanes de Jesús, però la paraula grega adelphos en aquests versos també es pot traduir com a "parents".
Escrit en grec, l'evangeli de Marc diu (Mc 6:3) que Jesús era un τέκτων (tekton), un terme que s'acostuma a traduir com a fuster, i Mateu (Mt 13:55) afirma que era el fill d'un tekton. Encara que tradicionalment s'ha traduït "tekton" com a "fuster", és una paraula força general que també podria traduir-se en fabricant d'objectes o fins i tot constructor. Més enllà dels relats del Nou Testament, l'associació de Jesús amb la fusta és una constant en les tradicions del segle I i II. Justí el Màrtir, al segle ii, escriu que Jesús va fer jous i arades. Els evangelis indiquen que Jesús sabia llegir, parafrasejar i debatre els textos de la Bíblia, però això no implica que rebés classes formals d'escriptura.

#### Baptisme i temptació

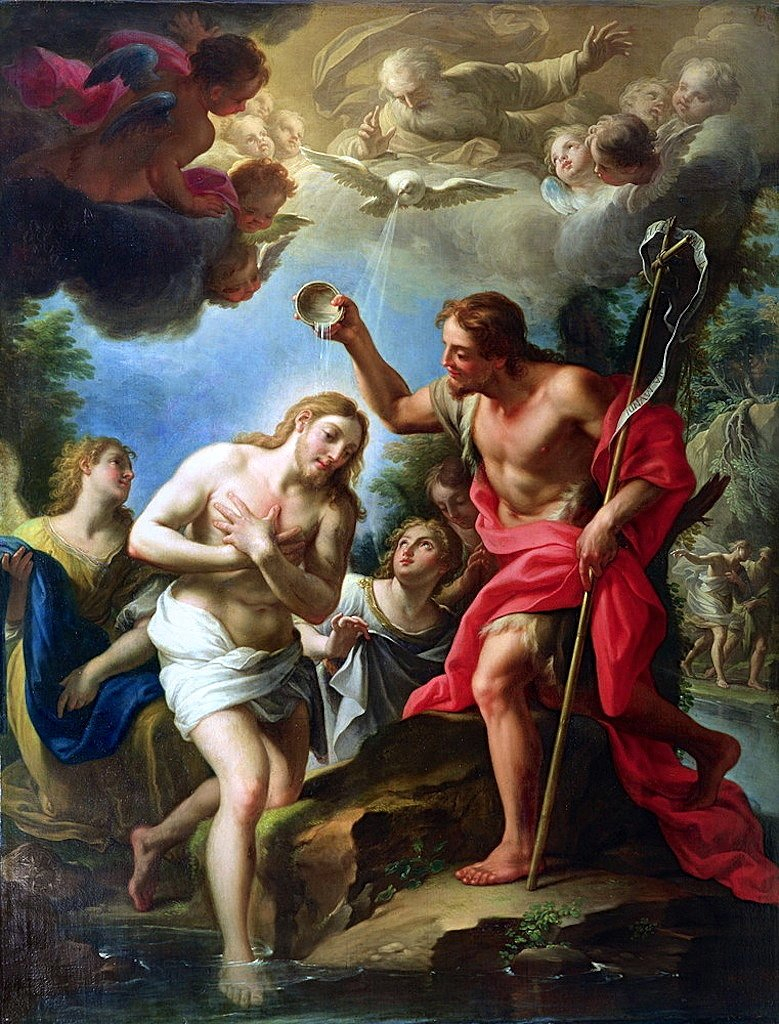
Representació del 1723 de l'escena del baptisme de Jesús, de Francesco Trevisani, amb el cel obrint-se i l'Esperit Sant descendint.

Els relats evangèlics del baptisme de Jesús estan precedits per informació sobre Joan Baptista i el seu ministeri. Mostren Joan predicant de la penitència i el penediment per a la remissió dels pecats i fomentant la donació d'almoines als pobres (Lc 3:11). Mostren Joan batejant la gent de l'àrea del Jordà, aproximadament en el moment que Jesús va començar el seu ministeri. L'evangeli de Joan (Jn 1:28) inicialment especifica que batejava on hi havia aigua abundant (Jn 3:23).
En els evangelis, Joan havia predit (Lc 3:16) que arribaria algú «més potent» que ell, i Pau de Tars també s'hi refereix (Ac 19:4). A Mt 3:14, quan troba Jesús, Joan Baptista diu que en comptes de batejar-lo, ell necessita ser batejat per Jesús, però Jesús el convenç que el bategi. Després ho fa i Jesús surt de l'aigua, el cel s'obre i una veu del cel declara: «Aquest és el meu estimat, en qui m'he complagut» (Mt 3:17). Llavors l'Esperit Sant descendeix sobre Jesús com un colom. Aquest és un dels dos esdeveniments descrits en els evangelis on una veu del cel anomena Jesús fill, una denominació que no tornarà a utilitzar fins a la Transfiguració.
Després del baptisme, els evangelis sinòptics descriuen com Jesús resisteix les temptacions del diable durant un dejuni de quaranta dies i quaranta nits al desert de Judea. El baptisme i la temptació de Jesús serveixen com a preparació a Jesús pel seu ministeri públic. L'evangeli de Joan no menciona cap altre esdeveniment, però sí que inclou un testimoni del Baptista, que afirma que va veure com l'Esperit baixava sobre Jesús (Jn 1:32).

### Vida adulta

#### Ministeri públic

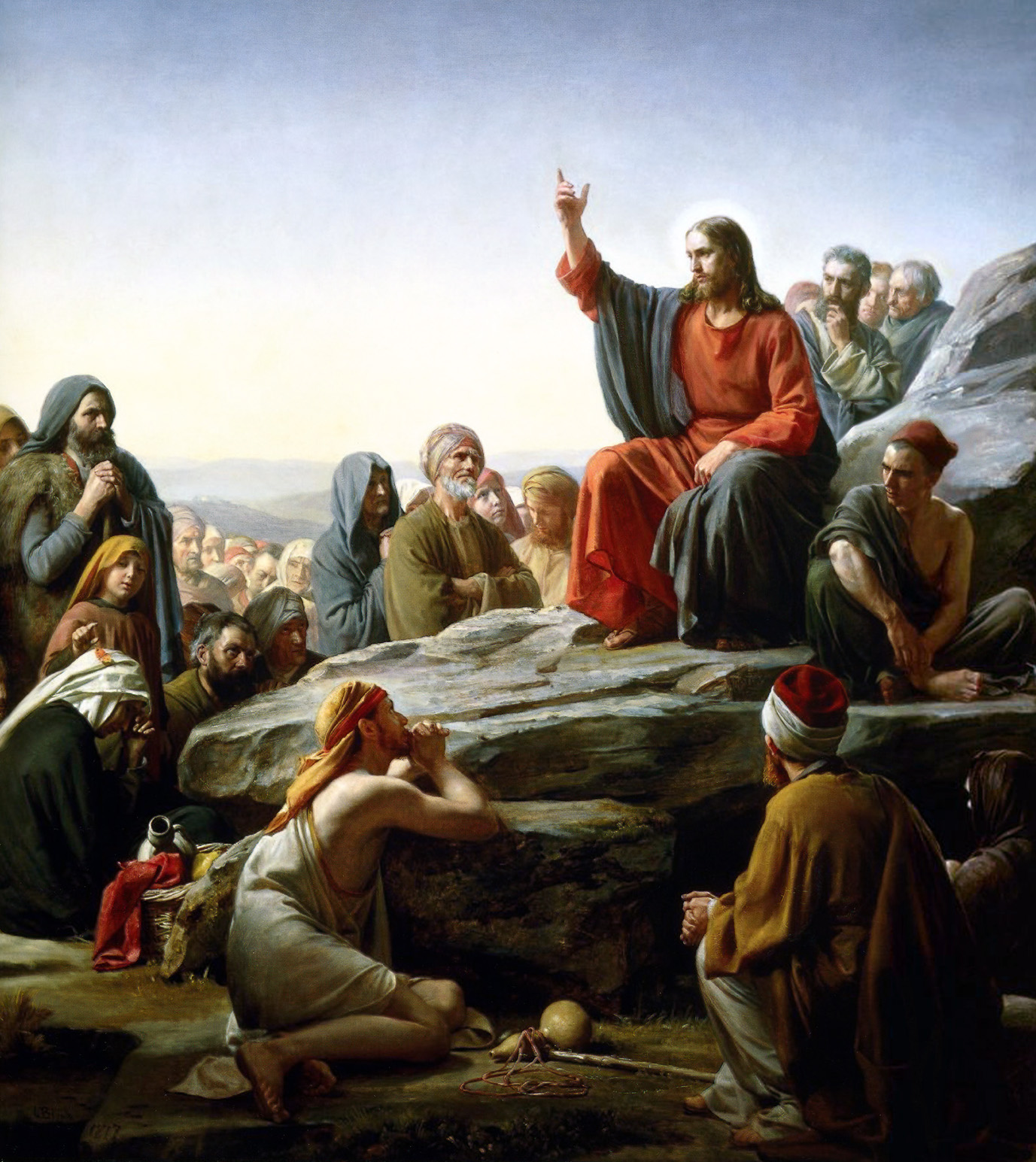
Una pintura del sobre el Sermó de la muntanya, de Carl Bloch

Els evangelis presenten Joan Baptista com el precursor de Jesús. A partir del seu baptisme, Jesús comença el seu ministeri a Judea, a prop del riu Jordà, quan tenia "uns trenta anys" (Lc 3:23). Després viatja, predica i fa miracles i amb el temps acaba el seu ministeri amb el Sant Sopar.
Al començament del seu ministeri, Jesús designa els dotze apòstols. Els evangelis de Marc i Mateu coincideixen que Jesús demana als quatre primers apòstols, pescadors, que el segueixin, i de seguida abandonen les seves xarxes i embarcacions (Mt 4:18-20, Mc 1:16-20). En l'Evangeli segons Joan s'exposa que quan Joan Baptista veu a Jesús l'anomena Anyell de Déu, i això fa que dos seguidors seus esdevinguin els primers dos primers deixebles de Jesús. A més dels Dotze Apòstols, després del Sermó de la Muntanya s'identifica un grup molt més gran de persones com a deixebles (Lc 6:17). A més, a Lc 19:1-16 Jesús envia setanta deixebles en parelles per a preparar les ciutats per la seva futura visita. Se'ls instrueix a acceptar l'hospitalitat, curar els malalts i anunciar que el Regne de Déu està arribant.
Els estudiosos divideixen el ministeri de Jesús en diverses etapes. Comença quan Jesús torna a Galilea des del desert de Judea després de rebutjar la temptació de Satanàs. Jesús predica al voltant de Galilea Mt 4:18-20, on forma els seus primers deixebles que finalment formaran el nucli de l'Església primitiva. Aquest període inclou el Sermó de la Muntanya, un dels discursos més importants de Jesús, l'aturada de la tempesta, l'alimentació dels 5.000 homes, la caminada de Jesús sobre l'aigua i diversos altres miracles i paràboles. Acaba amb la Confessió de Pere i la Transfiguració.
Després del seu ministeri per la regió de Perea, situada a l'est del Jordà entre el llac Tiberíades i la mar Morta, torna a l'àrea on va ser batejat (Jn 10:40-42). El ministeri final de Jesús a Jerusalem comença amb l'entrada triomfal a Jerusalem el Diumenge de Rams. Als evangelis sinòptics, durant aquesta setmana Jesús expulsa els mercaders del Temple i pateix la traïció de Judes. Aquest període culminarà amb el Sant Sopar i el Discurs de Comiat.

#### Predicació i miracles

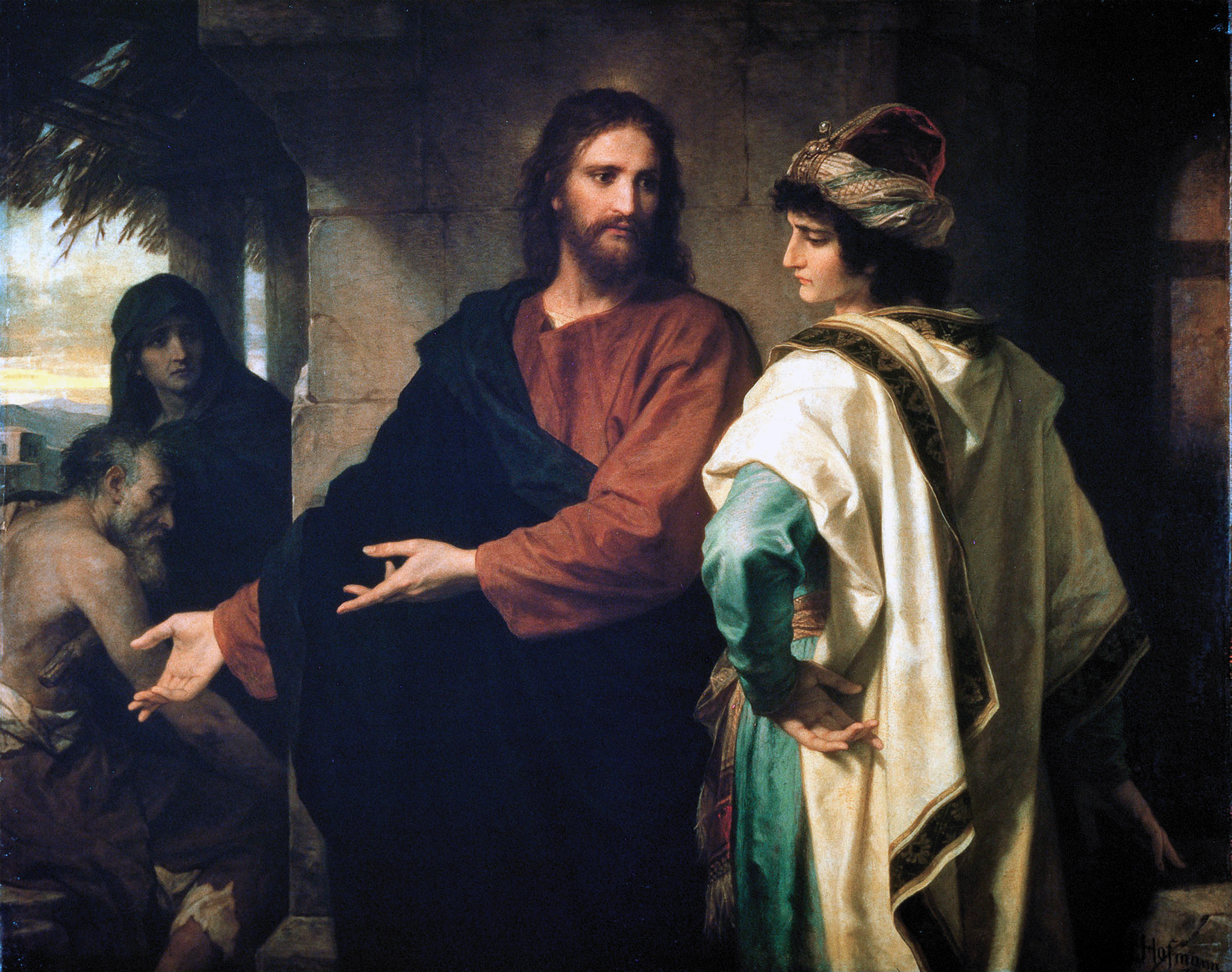
Jesús i el jove ric, de Heinrich Hofmann, 1889

Entre els ensenyaments de Jesús hi ha «paraules i obres». Les paraules inclouen una sèrie de sermons, així com paràboles que apareixen durant la narració dels evangelis sinòptics (al de Joan no hi ha paràboles). Les obres inclouen els miracles i altres actes realitzats durant el ministeri de Jesús. Tot i que els evangelis canònics són la principal font dels ensenyaments de Jesús, les epístoles paulines ofereixen alguns dels relats més primerencs.
L'evangeli de Joan presenta els ensenyaments de Jesús, no només com la seva pròpia predicació, sinó com a revelació divina. Joan Baptista, per exemple, afirma a Jn 3:34: «Aquell que ha estat enviat per Déu diu les paraules de Déu, perquè té l'Esperit sense mesura.» A Jn 7:16 Jesús hauria dit, «La meva doctrina no és meva, sinó del qui m'ha enviat.» Afirma el mateix a Jn 14:10: «No creus que jo estic en el Pare i el Pare està en mi. Les paraules que us dic no surten de mi, sinó del Pare que és el pare que habita en mi qui fa les obres.»
El Regne de Déu (també anomenat el Regne dels Cels en Mateu) és un dels elements clau dels ensenyaments de Jesús al Nou Testament. Jesús promet que els qui accepten el seu missatge entraran al Regne de Déu. Demana a la gent que es penedeixi dels pecats per a dedicar-se completament a Déu. Jesús diu als seus seguidors que s'adhereixin estrictament a la llei jueva, tot i que alguns el perceben com el qui vol trencar aquesta llei, per exemple pel que fa al dissabte. Quan se li pregunta quin és el manament més important Jesús diu: "Estima al Senyor el teu Déu amb tota l'ànima i amb tot el pensament... i el segon és semblant: Estima els altres com a tu mateix (Mt 22:37-39). Altres ensenyaments ètics de Jesús inclouen estimar els enemics, abstenir-se de l'odi i la luxúria, i parar l'altra galta (Mt 5:21-44).
Als evangelis hi ha unes trenta paràboles que signifiquen una tercera part dels ensenyaments de Jesús. Les paràboles apareixen dins dels sermons més llargs i en altres llocs de la narració. Sovint contenen simbolisme, i en general es refereixen al món físic per a parlar de l'espiritual. Els temes més habituals de les paràboles són la bondat i la generositat de Déu i els perills de la transgressió. Algunes de les paràboles, com la Paràbola del fill pròdig (Lc 15:11-32), són relativament simples, però d'altres, com la Paràbola de la llavor que creix tota sola (Mc 4:26-29), són més difícils d'entendre.
En els relats evangèlics, Jesús dedica gran part del seu ministeri fent miracles, especialment curacions. Els quatre relats sumen 35 o 36 miracles. Els miracles poden ser classificats en dues categories principals: miracles de sanació i miracles de la natura. Els miracles de curació inclouen cures de malalties físiques, exorcismes i resurrecció dels morts. Els altres miracles mostren el poder de Jesús sobre la natura i inclouen la conversió de l'aigua en vi, caminar sobre l'aigua i calmar la tempesta, entre d'altres. Jesús afirma que els miracles provenen de Déu. Quan els seus rivals l'acusen de fer exorcismes amb el poder de Belzebú, el príncep dels dimonis, Jesús replica que els fa per l'«Esperit de Déu». (Mt 12:28) o amb el "dit de Déu" (Lc 11:20).
En Joan, els miracles de Jesús són descrits com a "signes" per a provar la seva missió i divinitat. No obstant això, en els Sinòptics, quan li pregunten que faci miracles per a provar la seva autoritat, Jesús s'hi nega. A més, en els evangelis sinòptics la multitud respon regularment als miracles de Jesús amb sorpresa i el pressiona per a curar malalts. En l'evangeli de Joan, Jesús no rep pressions per la multitud, que respon als seus miracles amb confiança i fe. Una característica compartida entre tots els miracles de Jesús en els relats dels evangelis és que ell els realitza lliurement i mai demana ni accepta cap forma de pagament. Els episodis evangèlics que inclouen descripcions dels miracles de Jesús també solen incloure els ensenyaments, i els miracles per si sols sempre s'utilitzen per a ensenyar. Molts dels miracles mostren la importància de la fe. En la curació dels deu leprosos i la Resurrecció de la filla de Jaire, per exemple, als que se'n beneficien se'ls diu que el motiu de la seva curació és que han tingut fe.

#### Transfiguració

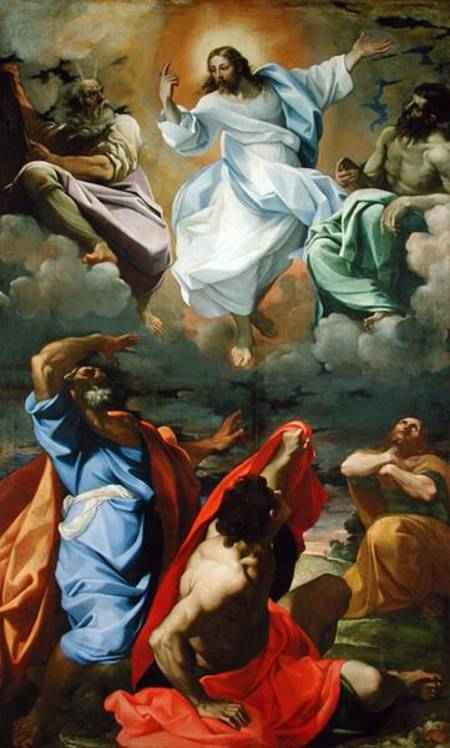
Representació de Lodovico Carracci del 1594 sobre la Transfiguració de Jesús

Aproximadament en la meitat de cadascun dels tres evangelis sinòptics hi ha dos episodis relacionats que marquen un punt d'inflexió en la narrativa: la confessió de Sant Pere i la transfiguració de Jesús. Es produeixen a prop de Banias, al nord del Mar de Galilea, al començament del viatge final a Jerusalem que acabarà en la Passió i Resurrecció. Aquests esdeveniments marquen el començament de la revelació gradual de la identitat de Jesús als seus deixebles i la seva predicció del seu propi sofriment i de la mort.
La confessió de Pere comença com un diàleg entre Jesús i els seus deixebles a Mt 16:13, Mc 8:27 i Lc 9:18. En Mateu, Jesús pregunta als seus deixebles, "qui dieu que són jo?" Simó Pere respon, "Tu ets el Messies, el Fill de Déu viu." Jesús replica, "Feliç de tu, Simó de Jonàs! Perquè això no t'ho ha revelat ningú de carn i sang, sinó el Pare que està al cel." Amb aquesta benedicció Jesús afirma que els títols que Pere li ha posat són una revelació divina i, per tant, declara inequívocament que ell és tant Crist com el Fill de Déu.
El relat de la Transfiguració apareix a Mt 17:1-9, Mc 9:2-8, i Lc 9:28-36. Jesús pren a Pere i a dos apòstols més fins a una muntanya sense nom on "es transfigurà davant d'ells: la seva cara es tornà resplendent com el sol, i els seus vestits es van convertir en un blanc enlluernador." Un núvol brillant va aparèixer al seu voltant i una veu des del núvol va dir: "Aquest és el meu fill, l'estimat, amb qui m'ha complagut, escolteu-lo" (Mt 17:1-9). La Transfiguració reafirma que Jesús és el Fill de Déu (com en el baptisme) i l'ordre "escolteu" l'identifica com a missatger i portaveu de Déu.

### Mort i resurrecció

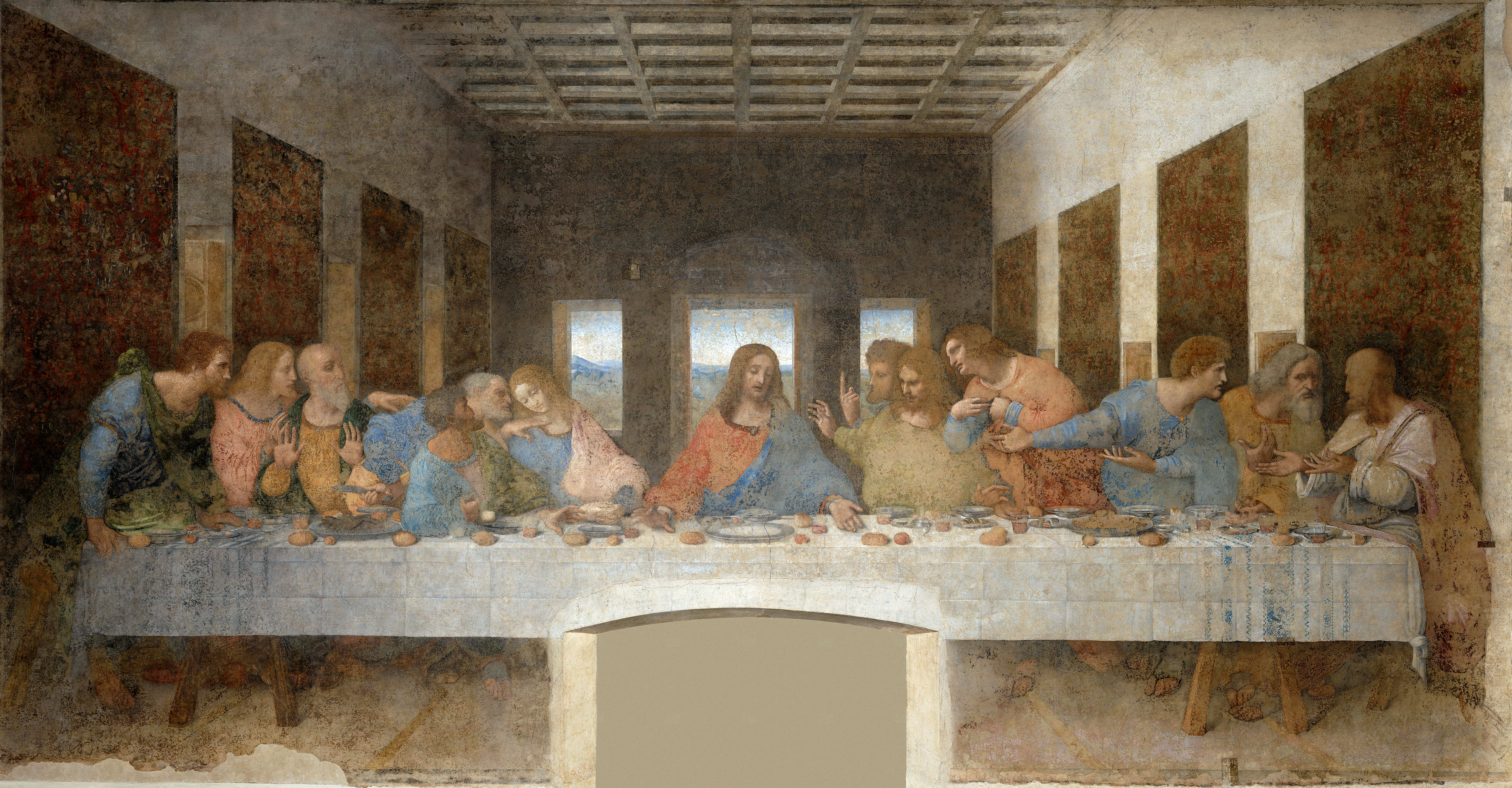
L'últim sopar, per Leonardo da Vinci

La descripció de l'última setmana de la vida de Jesús (sovint anomenada Setmana de la Passió) ocupa al voltant d'una tercera part dels evangelis canònics, començant amb la descripció de l'entrada triomfal a Jerusalem fins a la crucifixió. L'última setmana a Jerusalem és la conclusió del viatge a través de Perea i Judea que Jesús començà a Galilea. Just abans de l'entrada a Jerusalem, l'evangeli de Joan inclou la Resurrecció de Llàtzer, que fa augmentar la tensió entre Jesús i les autoritats.

#### Entrada final a Jerusalem

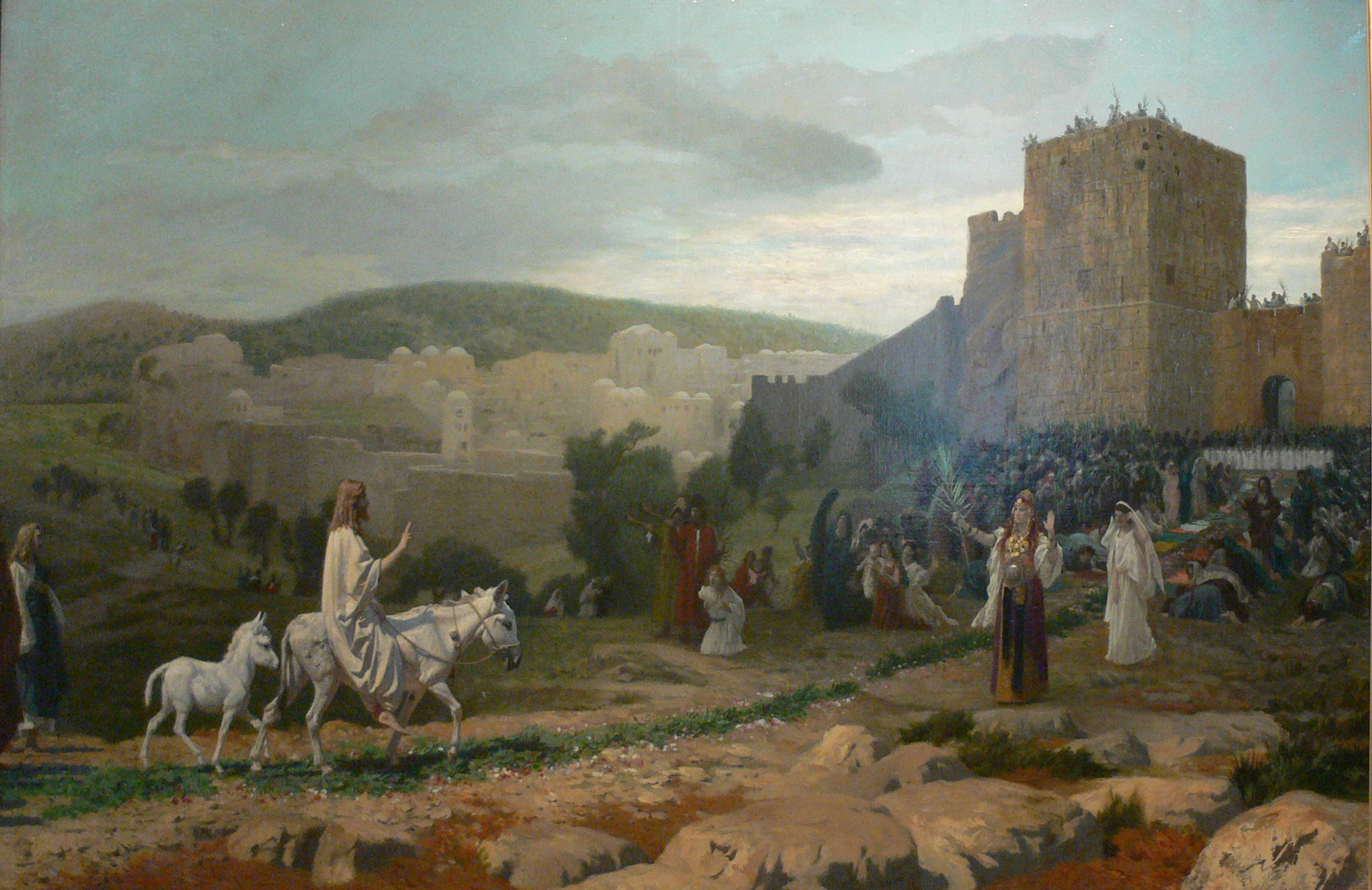
La pintura sobre Jesús 'Entrada triomfal a Jerusalem' de Jean-Léon Gérôme, 1897

En els quatre evangelis canònics, l'última entrada de Jesús a Jerusalem és al començament de l'última setmana de la seva vida, uns dies abans del Sant Sopar, que marca el començament de la narració de la Passió. El dia de l'entrada a Jerusalem s'identifica com a diumenge segons Marc i Joan i com a dilluns segons Mateu, mentre que Lluc no l'identifica. Després de sortir de Betània Jesús munta un pollí a Jerusalem i la gent del camí posen capes i petites branques dels arbres al davant seu com una estora mentre canten part dels Sl 118:25-26. Les multituds aclamen la seva entrada a Jerusalem, el que afegeix tensió entre ell i el poder establert.
En els tres evangelis sinòptics l'entrada a Jerusalem és seguida per la purificació del temple; Jesús hi expulsa els mercaders, acusant-los de convertir el temple en una cova de lladres per les seves activitats comercials. Aquesta és l'única causa que porta Jesús a utilitzar la força física al llarg de tots els relats evangèlics. Jn 2:13-16 inclou una narració similar molt abans, però entre els erudits no hi ha consens sobre si es refereix al mateix episodi. Els sinòptics inclouen paràboles i sermons que ja apareixen en altres parts dels evangelis com la Paràbola de l'ofrena de la vídua al temple (Marc 12:41-44 i Lluc 21:1-4) i la Profecia de la Parusia o segona vinguda de Crist (Mateu 24:1-31, Marc 13:1-27 i Lluc 21:5-36), però les situen una setmana més tard de l'entrada a Jerusalem.
Els sinòptics expliquen els conflictes entre Jesús i els ancians dels jueus que van tenir lloc durant la Setmana de Passió com els jueus qüestionant l'autoritat de Jesús, o les crítiques als fariseus, on Jesús els critica i els anomena hipòcrites. Judes Iscariot, un dels dotze apòstols, comparteix part dels ensenyaments dels ancians jueus i arriba a un acord amb ells quan es compromet a lliurar-los a Jesús per trenta monedes de plata.

#### L'últim sopar

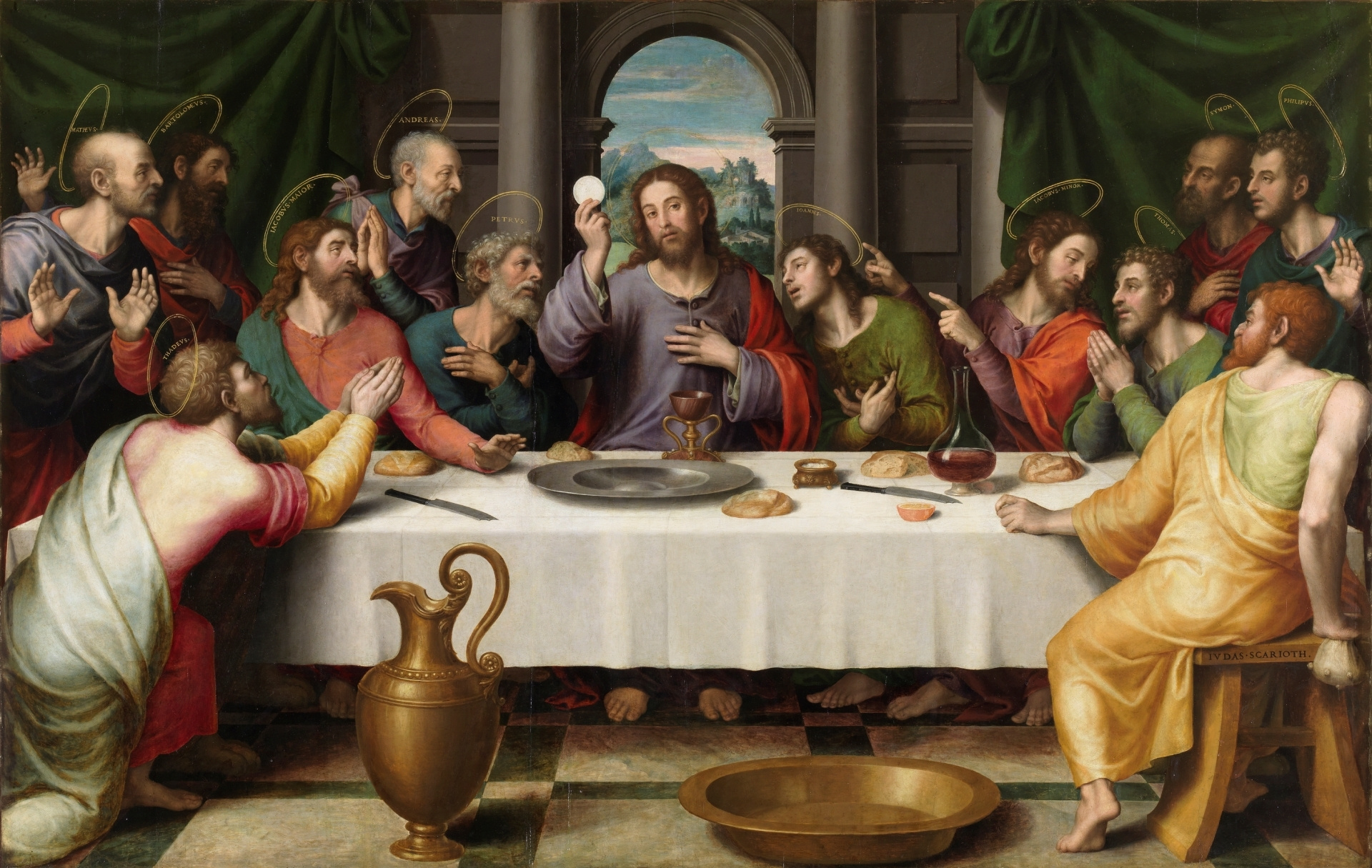
El Sant Sopar, representat en aquesta pintura de Juan de Juanes del segle XVI

L'Últim Sopar és l'últim àpat que Jesús comparteix amb els dotze apòstols a Jerusalem abans de la crucifixió. L'Últim sopar és mencionat als quatre evangelis canònics, i per Pau a la Primera Epístola als Corintis (1 Co 11:23-26). Durant l'àpat, Jesús prediu que un dels seus apòstols el trairà. Malgrat la negació de tots els apòstols, Jesús reitera que el traïdor seria un dels presents. Mt 26:23-25 i Jn 13:26-27 identifiquen específicament Judes com el traïdor.
Als sinòptics, Jesús pren el pa, el parteix i el dona als deixebles dient: «Aquest és el meu cos entregat per vosaltres». A continuació va prendre d'una copa i els va dir: «Aquesta copa és vessada per vosaltres per a ser la nova aliança amb la meva sang» (Lc 22:19-20). El sagrament cristià de l'eucaristia es basa en aquest fet. Tot i que l'evangeli de Joan no inclou cap descripció del ritual del pa i el vi en l'últim sopar, la majoria dels estudiosos coincideixen que les paraules de Joan (Joan 6:58-59) al discurs del Pa de Vida tenen un caràcter eucarístic i estan relacionades amb l'origen de l'eucaristia que hi ha als evangelis sinòptics i als escrits de Pau sobre l'Últim Sopar.
En els quatre evangelis Jesús prediu que Pere el negarà tres vegades abans que el gall canti tres vegades el matí de l'endemà. En Lluc i Joan, la predicció es fa durant l'Últim Sopar (Lc 22:34, Jn 22:33-34). En Mateu i Marc, la predicció es fa després del Sopar, i Jesús també prediu que tots els seus deixebles l'abandonaran (Mt 26:31-34, Mc 14:27-30). L'evangeli de Joan ofereix l'únic relat de Jesús rentant els peus als seus deixebles abans del menjar. Joan també inclou un llarg sermó de Jesús preparant els deixebles (ara sense Judes) per a la seva partida.Jn 14:17 es coneixen com el Discurs de Comiat i són significatius per a la Cristologia.

#### Detenció a Getsemaní

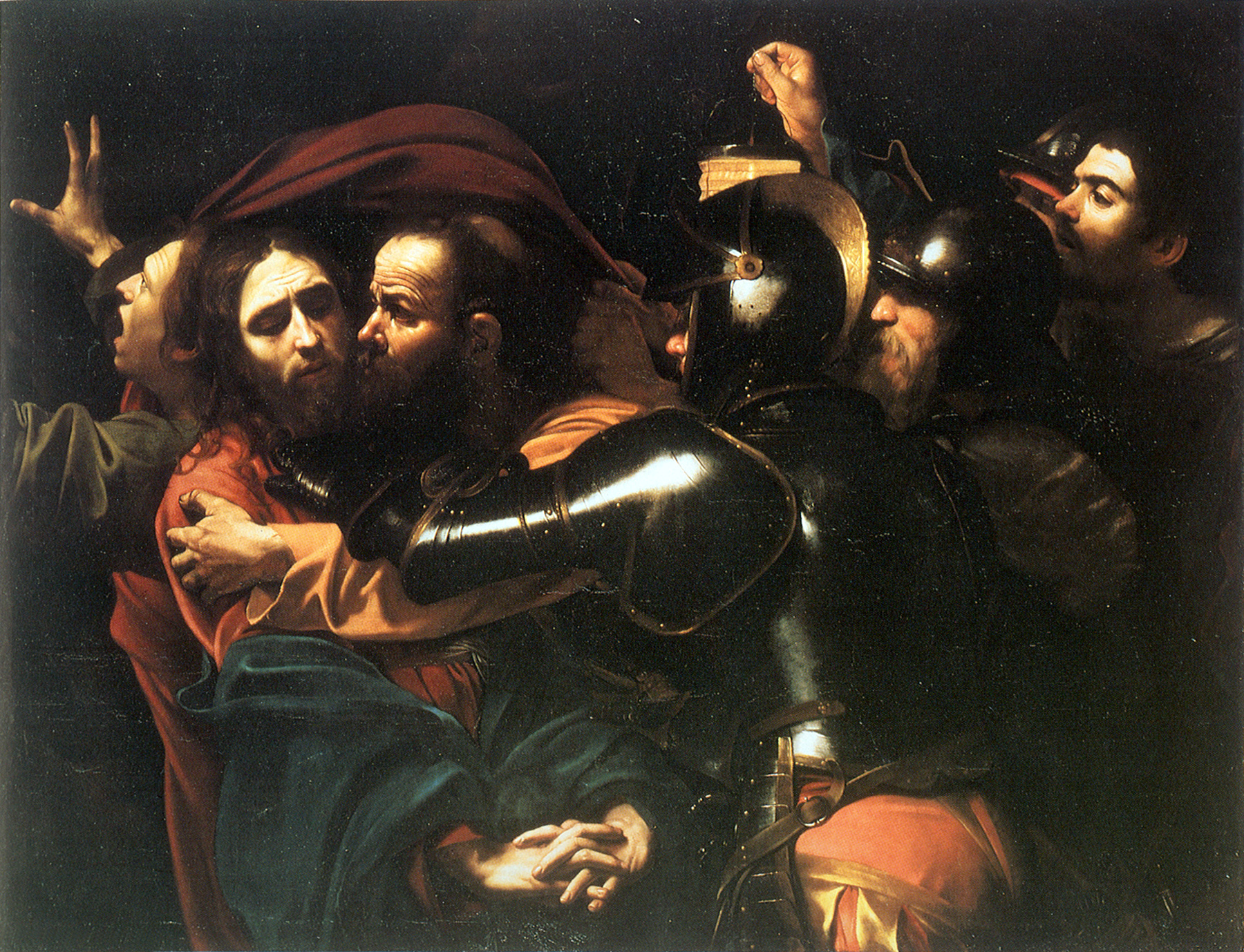
Una representació del bes de Judes i l'arrest de Jesús del, de Caravaggio

Després de l'Últim Sopar, Jesús, acompanyat dels seus deixebles, se'n va a pregar. Mateu i Marc identifiquen el lloc com l'hort de Getsemaní, mentre que Lluc diu que és al Mont de les Oliveres. Judes apareix al jardí acompanyat per una multitud que inclou els sacerdots jueus, els ancians i persones armades. El bes de Judes serveix als soldats per identificar Jesús entre la multitud, i de seguida el van detenir. En un intent d'aturar-los, un dels deixebles de Jesús utilitza una espasa per a tallar l'orella d'un home. Lluc diu que Jesús cura miraculosament la ferida, i Joan diu que Jesús critica la violència dels seus i hauria ordenat els seus deixebles a no impedir que sigui arrestat. A Mt 26:52 Jesús diu: «Qui viu amb l'espasa, mor amb l'espasa». Després de l'arrest de Jesús, els seus deixebles van a la clandestinitat i Pere, quan és qüestionat, nega tres vegades conèixer Jesús. Després de la tercera negació escolta el cant del gall, recorda la predicció de Jesús i el busca amb la mirada. Pere llavors plora amargament.

#### Judici

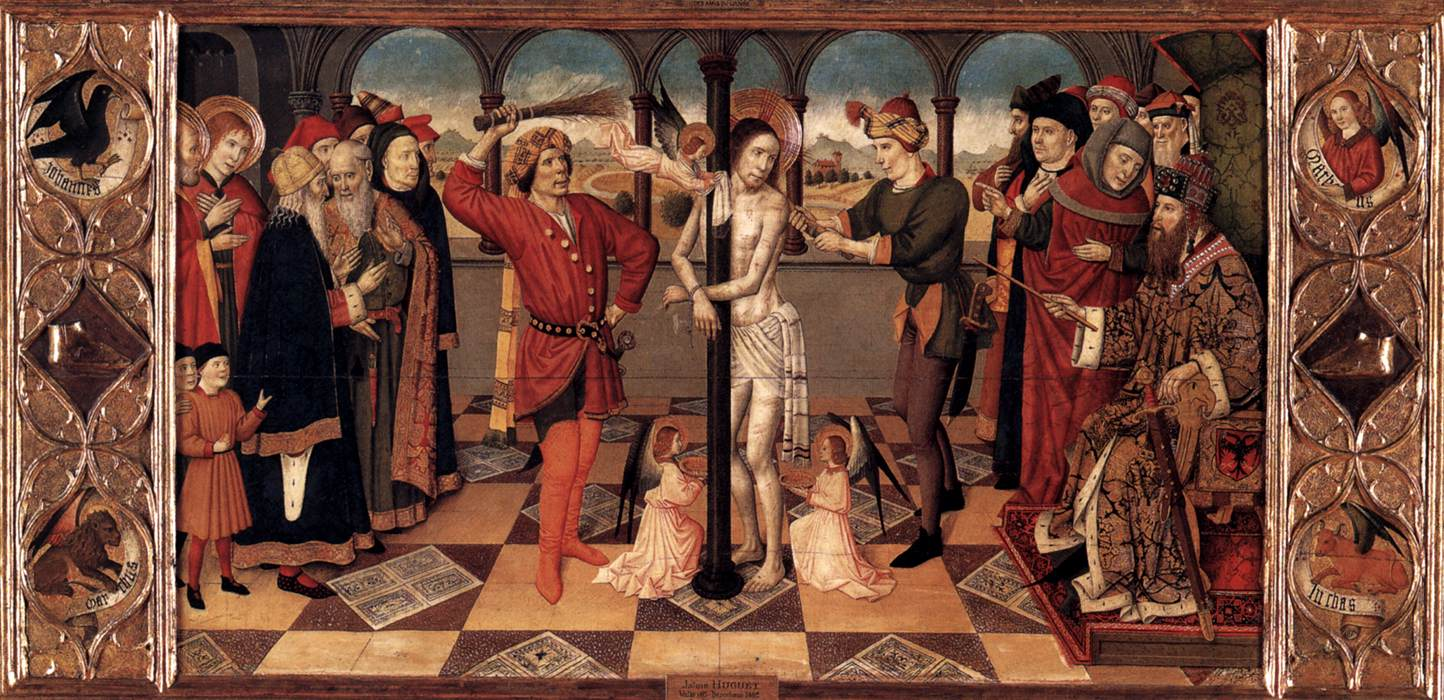
La Flagel·lació, predel·la pintada per Jaume Huguet per a un retaule dedicat a Sant Marc (1436). Museu de Louvre

Després de la seva detenció, Jesús és portat al Sanedrí, a l'òrgan judicial jueu. Els evangelis difereixen en els detalls dels judicis. En Mt 26:57, Mc 14:53 i Lc 22:54, Jesús és portat a la casa del gran sacerdot Caifàs, on és burlat i colpejat. L'endemà al matí els caps dels sacerdots i dels escribes el porten al consell. Jn 18:12-14 afirma que Jesús primer és portat a Annàs, que està per sobre de Caifàs, i després al gran sacerdot.
Durant els judicis orals Jesús parla molt poc, gairebé no es defensa i dona respostes molt poc freqüents i indirectes a les preguntes dels sacerdots, propiciant que el colpegin. En Mt 26:62 Caifàs li pregunta: «No tens resposta?» En Mc 14:61 el gran sacerdot li pregunta: «Ets tu el Messies, el Fill de Déu Viu?». Jesús replica «Jo sóc» i després prediu la vinguda del «fill de l'home». Això provoca que Caifàs s'estripi la túnica amb ira i l'acusi de blasfèmia. En Mateu i Lluc, la resposta de Jesús és més ambigua: A Mt 26:64 respon «Tu ho has dit», i a Lc 22:70 diu, «Tu dius que jo sóc».
Prenent Jesús a la cort de Pilat, els ancians jueus demanen al governador romà Ponç Pilat que jutgi i condemni Jesús, acusant-lo d'afirmar ser el rei dels Jueus. L'ús de la paraula rei és central per entendre la discussió entre Jesús i Pilat. En Jn 18:36 Jesús diu: "El meu regne no és d'aquest món", però no nega ser rei dels Jueus. En Lc 23:7-15 Pilat s'adona que Jesús és galileu i, per tant, està sota la jurisdicció d'Herodes. Pilat envia Jesús a Herodes per a ser jutjat, però Jesús no respon a les preguntes d'Herodes. Herodes i els seus soldats se'n burlen, li posen un vestit car per disfressar-lo de rei i li retornen a Pilat, que llavors convoca els ancians jueus i anuncia: «No trobo cap culpa en aquest home».
Observant el costum de la Pasqua en aquell moment, Pilat permet que un presoner escollit pels ciutadans sigui alliberat. Per això demana a la gent que escullin entre Jesús i un assassí anomenat Barrabàs. Persuadit pels ancians (Mt 27:29), la multitud decideix deixar anar Barrabàs i crucificar Jesús. Pilat escriu un rètol amb la inscripció «Jesús de Natzaret, el rei dels Jueus» (abreujat com INRI en les representacions) per a ser col·locat a la creu (Jn 19:19), després ordena que el flagel·lin i que el crucifiquin. Els soldats li posen una corona d'espines al cap i el ridiculitzen. Després el colpegen i se'n mofen abans de portar-lo al Calvari, també anomenat Gòlgota, on el crucifiquen.

#### Crucifixió

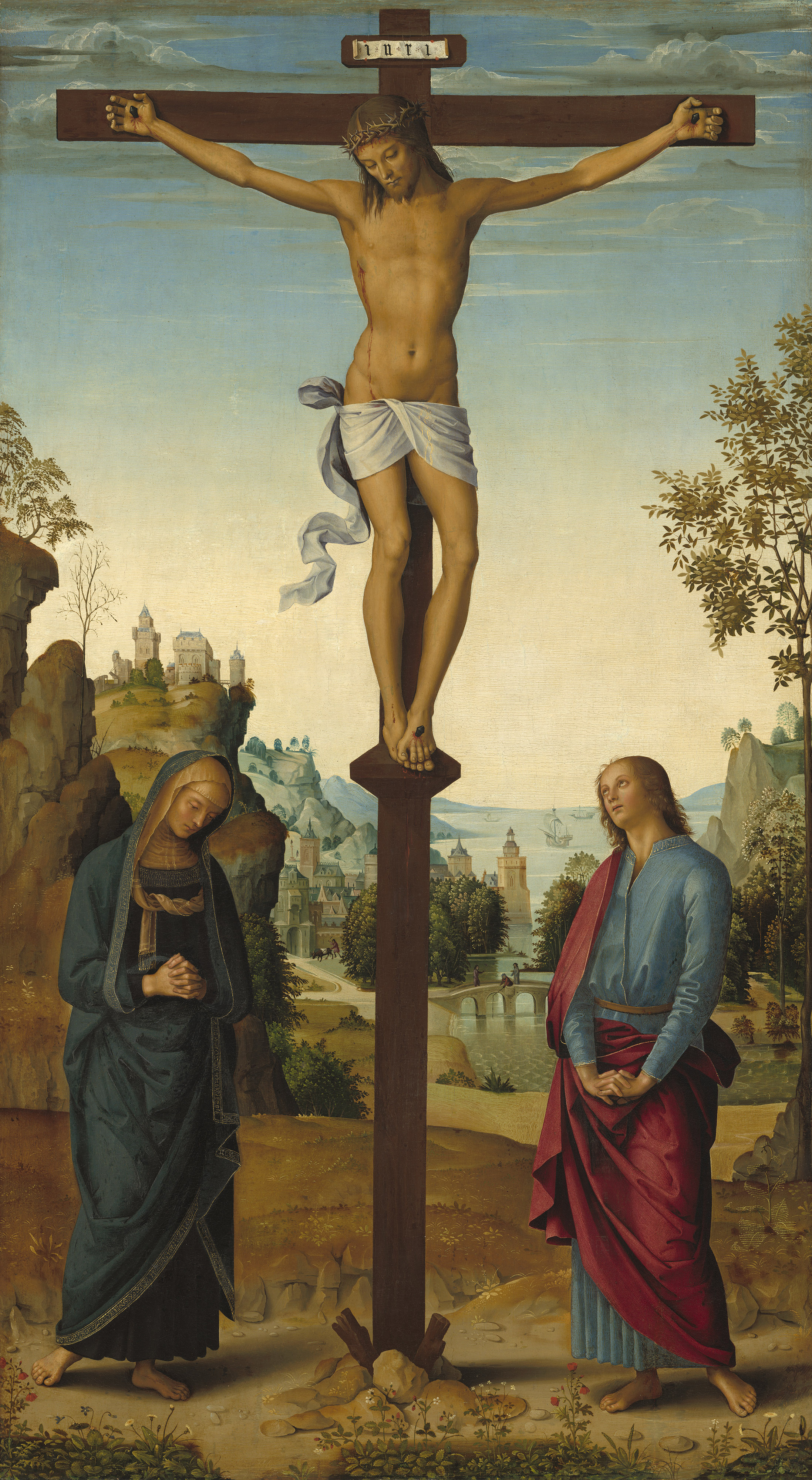
Representació de Pietro Perugino de la Crucifixió de Jesús, 1482

La crucifixió de Jesús es descriu als quatre evangelis canònics. Després dels judicis, Jesús és portat al Calvari carregant la seva creu en un recorregut que la tradició cristiana anomena el Via Crucis. Els tres evangelis sinòptics indiquen que Simó de Cirene l'ajuda després d'haver estat obligat a fer-ho pels romans. A Lc 23:27-28 Jesús els diu a les dones de la multitud que no plorin per ell, sinó per ells mateixos i pels seus fills. Al Calvari, ofereixen a Jesús un analgèsic. Segons Mateu i Marc, el rebutja.
Després de crucificar Jesús, els soldats es van jugar a sorts la seva roba i tant els soldats com els qui passen per davant de Jesús se'n burlen. Jesús és crucificat entre dos lladres condemnats, un dels quals reprèn Jesús, mentre que l'altre el defensa. Els soldats romans trenquen les cames dels dos lladres per accelerar la mort, però no trenquen les de Jesús perquè ja seria mort. A Jn 19:34, un soldat clava una llança al costat de Jesús, i surt sang i aigua. A Mateu 27:51-54, quan Jesús mor, les cortines del temple s'esquincen i un terratrèmol esquerda el terra. Atemorit pels esdeveniments, un centurió romà afirma que Jesús era el Fill de Déu.
El mateix dia Josep d'Arimatea, amb el permís de Ponç Pilat, amb l'ajut de sant Nicodem, treuen el seu cos de la creu, l'emboliquen en un drap net i posen el cos en un nou sepulcre excavat a la roca. L'endemà els jueus demanen permís a Pilat per a segellar el sepulcre amb una pedra i col·locar vigilància per assegurar-se que ningú s'endurà el cos (Mateu 27:62-66).

#### Resurrecció

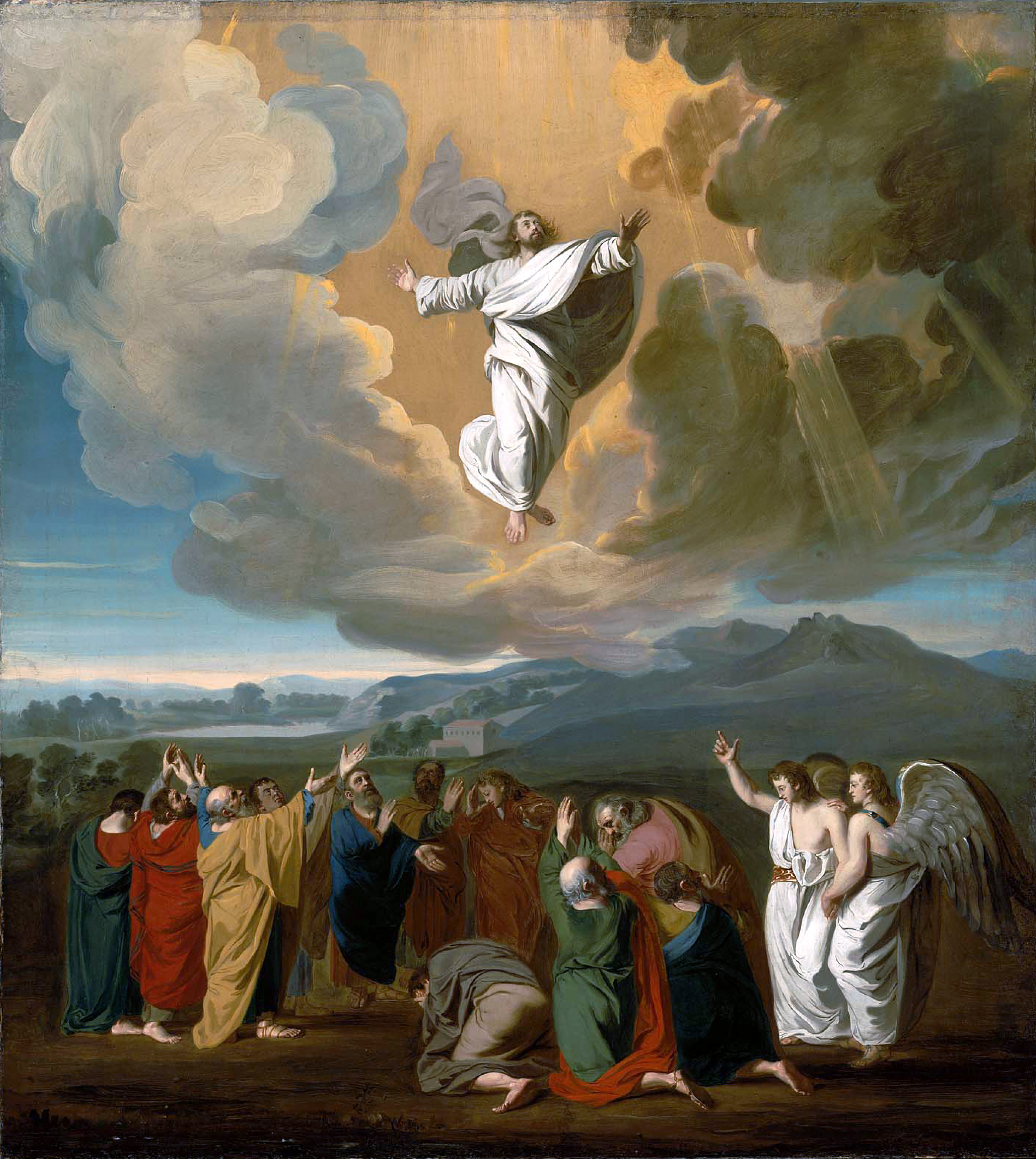
L'ascensió de Jesús al Cel, representat per John Singleton Copley, 1775

Els relats del Nou Testament expliquen que el primer dia de la setmana després de la crucifixió (generalment interpretat com a diumenge), el sepulcre es descobreix que està buit i els seus seguidors es troben amb Jesús ressuscitat. Els seguidors arriben al sepulcre a primera hora del matí i troben un o dos homes o àngels vestits amb robes brillants.Mc 16:9 i Jn 20:15 indiquen que Jesús s'apareix primer a Maria Magdalena, i a Lc 24:1 s'afirma que ella és una de les santes dones.
Després de descobrir la tomba buida, Jesús fa una sèrie d'aparicions als deixebles. Inclouen l'episodi dels dubtes de Tomàs i els deixebles d'Emaús, on Jesús va trobar-se amb dos deixebles. La pesca miraculosa és un miracle al Mar de galilea, després que Jesús animi a Pere a servir els seus seguidors.
Abans de pujar al cel, Jesús anima els deixebles a difondre els seus ensenyaments a totes les nacions del món.Lc 24:51 afirma que Jesús després és "portat a dalt del cel". L'Ascensió té lloc a Ac 1:1-11 i es menciona a 1 Tm 3:16. A 1 Pe 3:22 afirma que "havent pujat al cel, àngels, autoritats i potestats se sotmetran a ell".
Els Fets dels Apòstols descriuen diverses aparicions de Jesús després de la seva Ascensió.Ac 7:55 descriu una visió de sant Esteve just abans de la seva mort. En el camí a Damasc, l'apòstol Pau de Tars es converteix al cristianisme després de veure una llum encegadora i sentir una veu que deia: "Jo sóc Jesús, aquell qui persegueixes" (Ac 9:5). A Ac 9:10-18, Jesús instrueix Ananies de Damasc per a curar a Pau. Aquesta és l'última conversa amb Jesús explicada a la Bíblia segons el Llibre de l'Apocalipsi, on un home anomenat Joan rep la revelació de Jesús respecte a l'escatologia cristiana.

## Interpretació històrica
Els evangelis van ser considerats relats històrics precisos fins al Segle de les llums, quan se'n va qüestionar la fiabilitat i es va establir una distinció entre el Jesús descrit pels Evangelis i el Jesús de la història que es coneix a través també d'altres fonts. Des del segle xviii es van dur a terme tres estudis científics independents sobre el Jesús històric, cadascun amb característiques diferents i segons diversos criteris de recerca. Els erudits han estudiat i debatut diverses qüestions relacionades amb el Jesús històric, com la seva existència, l'origen i fiabilitat històrica dels Evangelis i les altres fonts i el retrat exacte de la figura històrica.

### Existència

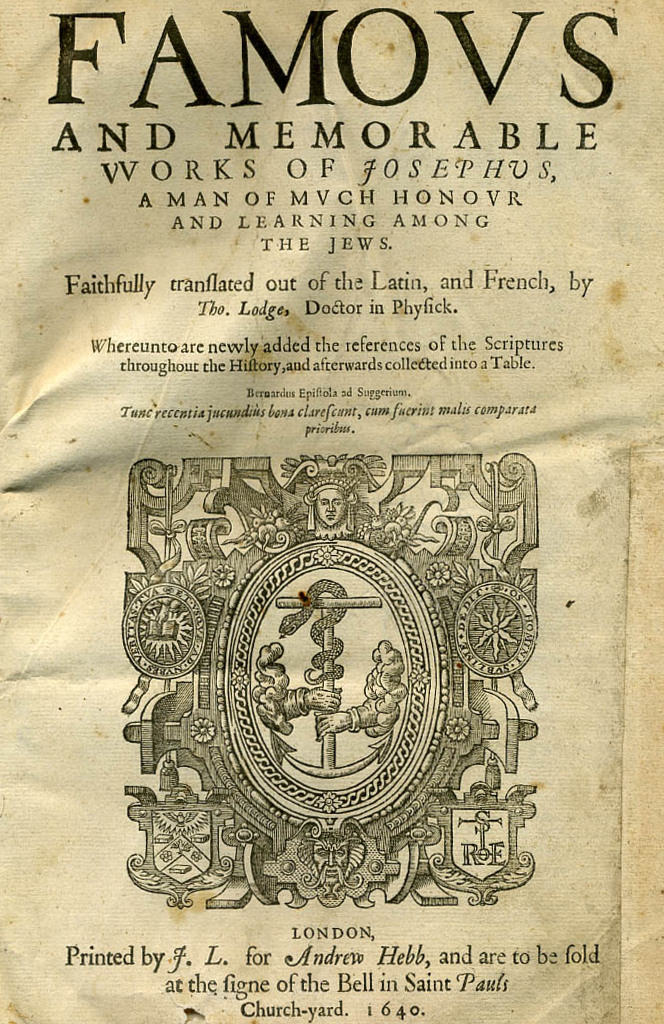
L'edició del 1640 dels escrits del de Flavi Josep, on parla de Jesús

La teoria del Mite de Jesús, que va aparèixer al segle xviii, qüestiona l'existència de Jesús. Els seus defensors sostenen que Jesús és un mite inventat pels primers cristians. Els partidaris de la teoria diuen que hi ha una manca de referències conegudes escrites sobre Jesús durant la seva vida i poques referències no cristianes durant el segle i, i per això qüestionen la veracitat dels textos existents. Al principi del segle xx, estudiosos com G. A. Wells, Robert M. Price, Thomas Brodie i Dollar van presentar diversos arguments a favor de la teoria del Mite de Jesús.
 No obstant això, avui en dia pràcticament tots els estudiosos de l'antiguitat estan d'acord en la historicitat de Jesús i consideren plenament històrics esdeveniments com el seu bateig o la seva crucifixió. Tant Robert E. Van Voorst com Michael Grant sostenen que hi ha consens entre els historiadors que actualment totes les teories sobre la no-existència de Jesús estan refutades.
Per a respondre si la manca de referències contemporànies implica que Jesús no va existir, Van Voorst ha escrit que «com tot bon estudiant d'història sap, l'argument per silenci és especialment perillós» i generalment fracassen si no és que el fet és conegut per l'autor i és suficientment important i rellevant per a ser mencionat en el context d'un determinat document. Bart D. Ehrman argumenta que, tot i que Jesús va tenir un gran impacte en les generacions futures, en la societat de la seva època l'impacte va ser «pràcticament nul». Per tant, seria erroni esperar relats de l'època del que va fer.
Per a Ehrman, els arguments que es basen en la falta de proves físiques o arqueològiques de Jesús i dels escrits sobre ell són pobres, ja que no hi ha evidència de «gairebé ningú» que hagi viscut al segle i. Teresa Okure escriu que l'existència de figures històriques s'estableix amb l'anàlisi de referències posteriors a ells, i no de relíquies o restes contemporànies.
Diversos estudiosos adverteixen contra l'ús dels arguments de la ignorància, que consideren poc concloents o fal·laços. Douglas Walton afirma que els arguments de la ignorància només poden conduir a conclusions sòlides en els casos que es pot suposar que la nostra «base de coneixements és total».
Les fonts no cristianes utilitzades per establir l'existència històrica de Jesús inclouen les obres dels historiadors del segle i Flavi Josep i Tàcit. Louis H. Feldman ha considerat que «pocs han dubtat de l'autenticitat» de les referències de Flavi Josep sobre Jesús a book 20 de les Antiguitats judaiques, molt pocs estudiosos posen en dubte. Tàcit parla de Crist i de la seva execució per Pilat a book 15 de la seva obra anomenada Annals. En general els estudiosos consideren que la referència a Tàcit sobre l'execució de Jesús és autèntica i se li concedeix un valor històric com a font romana independent.

### Historicitat dels fets
Els treballs per a la reconstrucció històrica de la vida de Jesús han canviat l'enfocament maximalista del segle xix, en el qual els relats dels evangelis eren acceptats com una evidència fiable, a l'enfocament "minimalista" de principis del segle xx, que gairebé no accepta res com a històric. A la dècada del 1950, en una segona fase de la recerca del Jesús històric, les aproximacions minimalistes es van esvair, i al segle xxi, minimalistes com Price són minoria. Tot i que la creença en la infal·libilitat dels evangelis no pot ser recolzada històricament, molts estudiosos des dels anys 1980 han sostingut que més enllà dels pocs fets que es consideren històricament certs alguns altres elements de la vida de Jesús són "històricament probables". La investigació científica moderna sobre el Jesús històric se centra també en la identificació dels elements probables.
La majoria dels estudiosos moderns consideren que el baptisme i crucifixió de Jesús van ser fets clarament històrics James D.G. Dunn afirma que "generen un assentiment gairebé universal" i aquesta certesa és tan gran que "és gairebé impossible dubtar o negar" la seva historicitat tenint en compte a més que sovint són els punts de partida per a l'estudi del Jesús històric. Els estudiosos fan servir també el criteri de la vergonya, segons el qual als primers cristians no se'ls hauria acudit inventar la dolorosa mort del seu líder o un baptisme que podria implicar que Jesús hauria comès pecats i se n'hauria volgut penedir.
Els estudiosos utilitzen una sèrie de criteris, com el criteri de certificació múltiple, la coherència bíblica o el criteri de discontinuïtat per jutjar la historicitat dels esdeveniments. La historicitat d'un esdeveniment també depèn de la fiabilitat de la font. L'Evangeli segons Marc, el més antic, generalment és considerat el més fiable des d'un punt de vista històric. L'Evangeli segons Joan, l'últim en ser escrit, difereix considerablement dels evangelis sinòptics i, per tant, generalment es considera menys fiable. Per exemple, molts experts no consideren que la resurrecció de Llàtzer fos un esdeveniment històric, en part perquè només apareix en Joan. Amy-Jill Levine considera que hi ha un consens en la trajectòria bàsica de la vida de Jesús, ja que la majoria d'estudiosos estan d'acord que Jesús va ser batejat per Joan Baptista, jutjat per les autoritats jueves acusat de voler-se fer passar per Déu, va fer algunes curacions, va ensenyar paràboles, tenia seguidors que anaven amb ell i va ser crucificat per ordre de Ponç Pilat.

### Retrats de Jesús
La investigació moderna sobre el Jesús històric no ha donat lloc a una imatge unificada de la figura històrica, en part a causa de la varietat de les tradicions acadèmiques representades pels estudiosos. Ben Witherington afirma que «ara hi ha tants retrats del Jesús històric com pintors acadèmics». Tant Bart Ehrman com Andreas Köstenberger sostenen que donada l'escassetat de fonts històriques, en general és difícil per a qualsevol estudiós de construir un retrat de Jesús que es pugui considerar vàlid històricament més enllà dels elements bàsics de la seva vida. Els retrats de Jesús construïts en aquests estudis sovint difereixen entre si, i tampoc coincideixen del tot amb la imatge retratada als evangelis.
Els perfils principals del tercer intent de trobar un retrat de Jesús es poden agrupar en funció de si representen Jesús principalment com un profeta apocalíptic, un sanador carismàtic, un filòsof cínic, el veritable Messies o un profeta igualitari del canvi social. Cadascun d'aquests tipus presenta una sèrie de variants, i alguns erudits rebutgen els elements bàsics d'alguns retrats. No obstant això, els atributs que es descriuen en els retrats de vegades se superposen, i els estudiosos que difereixen en alguns atributs de vegades estan d'acord amb d'altres.

### Llenguatge i aparença

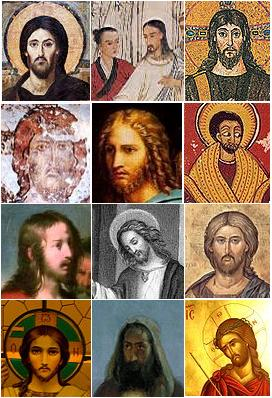
Les representacions de l'etnicitat de Jesús han estat influenciades per motius culturals.

Jesús va créixer a Galilea, on va tenir lloc gran part del seu ministeri. Els idiomes que es parlaven a Galilea i Judea al segle i inclouen l'arameu, que era la llengua predominant, l'hebreu i el grec. La majoria dels estudiosos coincideixen que a principis del segle i l'arameu era la llengua materna de gairebé totes les dones de Galilea i Judea. La majoria dels erudits recolzen la teoria que Jesús va parlar tant arameu com hebreu i grec. Dunn afirma que hi ha un "consens substancial" que Jesús va fer-la transmetre la major part dels seus ensenyaments en arameu.
Els erudits moderns estan d'acord que Jesús era jueu. No obstant això, en una revisió de l'estat dels estudis moderns, Levine escriu que tota la qüestió de l'etnicitat és "plena de dificultats" i que "més enllà de reconèixer que Jesús era jueu" poques vegades els investigadors tenen en compte què vol dir que fos jueu.
El Nou Testament no dona cap descripció de l'aparença física de Jesús abans de la seva mort, en general és indiferent a les aparences racials i no es refereix a les característiques de les persones que esmenta. El llibre de l'Apocalipsi descriu les característiques d'un Jesús glorificat en una visió(Ap 1:13-16), però es refereix a Jesús en forma celestial després de la seva mort i resurrecció. Jesús probablement semblava un jueu típic del seu temps i d'acord amb alguns estudiosos és probable que hagués tingut una aparença vigorosa a causa de la seva ascètica i l'estil de vida itinerant. James H. Charlesworth indica que és "molt probable" que el rostre de Jesús fos «marró fosc i bronzejat», i la seva estatura "hauria estat d'entre 1,65m i 1,70m".

### Arqueologia

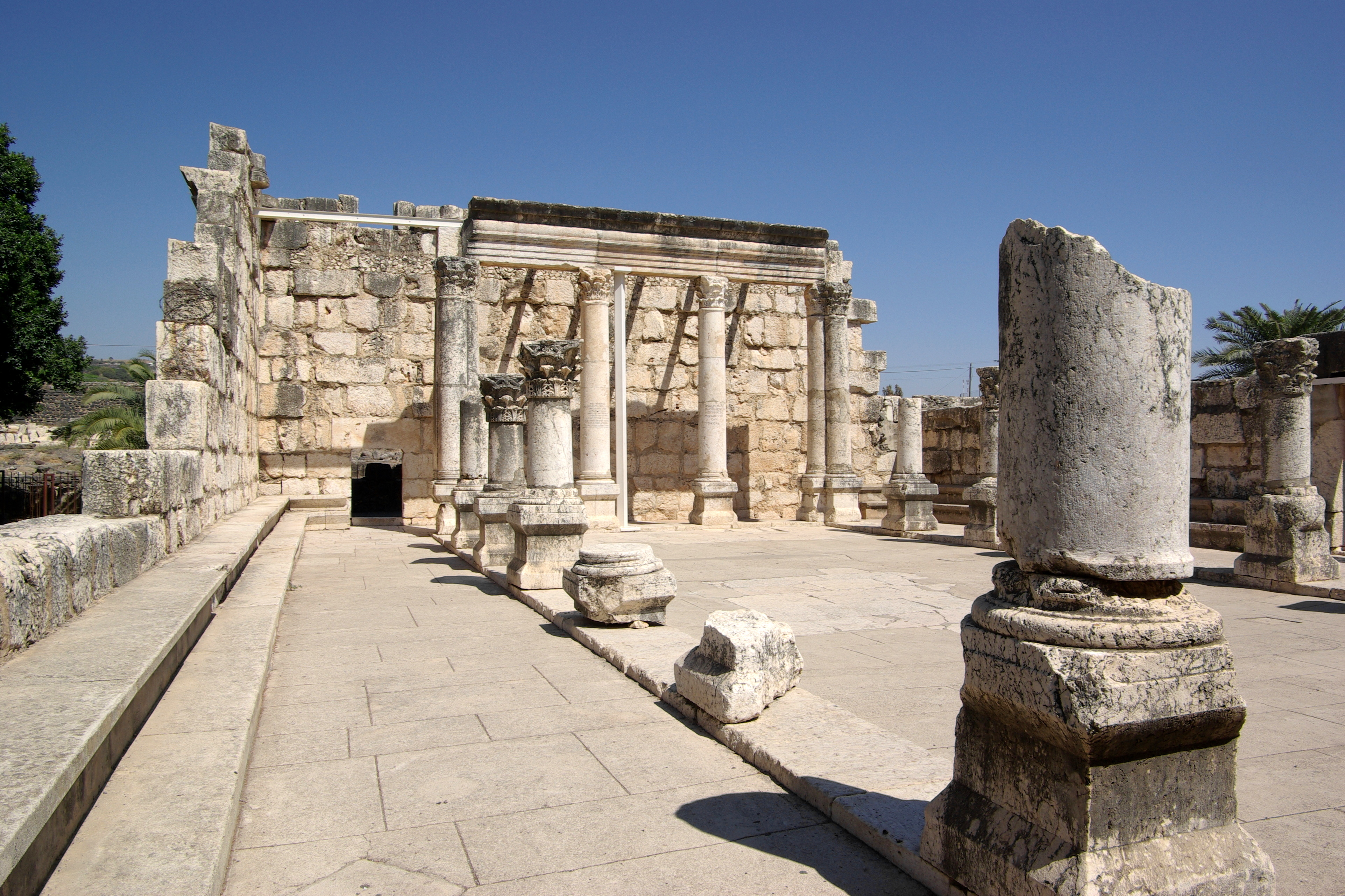
L'antiga sinagoga, al costat del Mar de Galilea

Malgrat l'absència de restes arqueològiques específiques associades inequívocament amb Jesús, al segle xxi ha crescut l'interès dels estudiosos en l'arqueologia com a font per comprendre millor la situació socioeconòmica i política de l'època i la vida de Jesús. Charlesworth afirma que alguns erudits moderns volen ignorar els descobriments arqueològics que aporten llum sobre la vida a Galilea i Judea en l'època de Jesús. Jonathan Reed indica que la principal aportació de l'arqueologia a l'estudi del Jesús històric és la reconstrucció del seu món social.
David Gowler estableix que un estudi acadèmic interdisciplinari de l'arqueologia, l'anàlisi textual i el context històric pot aportar llum sobre Jesús i els seus ensenyaments. Un exemple són els estudis arqueològics a Cafarnaüm. Malgrat les freqüents referències a Cafarnaüm en el Nou Testament, se'n diu poc. Tanmateix, l'evidència arqueològica recent mostra que, contràriament a les creences anteriors, Cafarnaüm era pobre i petita, sense ni tan sols un fòrum romà o una àgora. Aquest descobriment arqueològic té sentit a la llum de la visió acadèmica que considera que Jesús defensava que les persones que vivien en aquesta zona de Galilea es poguessin moure lliurement.

### Relíquies de Jesús
Diverses relíquies s'han atribuït a Jesús durant la història del cristianisme. Tot i que algunes persones creuen en l'autenticitat d'algunes relíquies, altres la posen en dubte. Per exemple, el teòleg catòlic del segle xvi Erasme va escriure sarcàsticament sobre la proliferació de les relíquies i el nombre d'edificis on se'n guarden de la fusta de la creu utilitzada en la crucifixió. De la mateixa manera, mentre que els experts debaten sobre si Jesús va ser crucificat amb tres claus o amb quatre, n'hi ha trenta que continuen essent venerats com a relíquies a tot Europa. Algunes relíquies, com les suposades restes de la corona d'espines, només reben la visita d'un modest nombre de pelegrins, mentre que d'altres com el Sant sudari, associat amb la devoció catòlica a la Santa Faç de Jesús, han rebut milions de persones inclosos els papes Joan Pau II i Benet XVI. Les investigacions no han trobat proves definitives de l'autenticitat de les restes atribuïdes a Jesús.

## Interpretació religiosa
A més dels seus propis deixebles i seguidors, els jueus de l'època de Jesús generalment el van rebutjar com a Messies, igual que la majoria de jueus fan actualment. Els teòlegs cristians, els que participaren en els concilis ecumènics, els reformadors i altres han escrit molt sobre Jesús. L'anomenada secta cristiana o els cismes sovint s'han definit o es caracteritzen per tenir una manera particular de descriure Jesús. Mentrestant, els maniqueus, els gnòstics, els musulmans, els bahá'ís i altres han situat a Jesús en un lloc destacat de les seves religions.

### El Jesús cristià

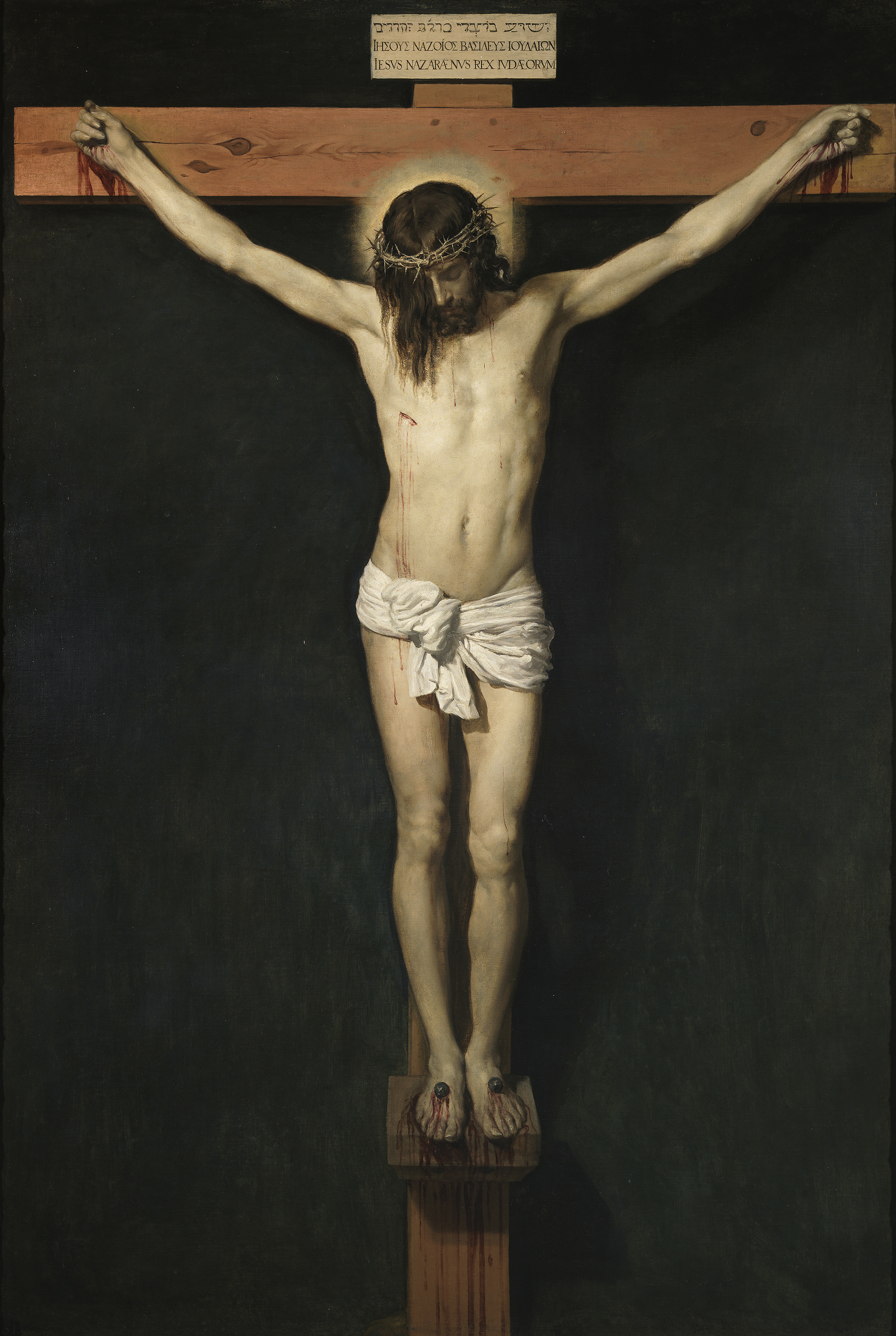
Crist crucificat de Diego Velázquez.

Jesús és la figura central del cristianisme, on s'anomena Crist. Tot i que les opinions sobre Jesús no són unànimes, es poden resumir les creences fonamentals compartides entre les principals branques, com indiquen els seus catecismes o textos confessionals. Les opinions cristianes sobre Jesús deriven de diverses fonts, inclosos els evangelis canònics i les cartes del Nou Testament, com les epístoles paulines i els escrits joànics. Aquests documents descriuen les creences fonamentals dels cristians sobre Jesús, inclosa la seva divinitat, la humanitat i la vida terrenal, i que ell és el Crist, l'anomenat Fill de Déu. Malgrat que comparteixen moltes creences, no tots els cristians estan d'acord en totes les doctrines, i tant els cristians ortodoxos com els catòlics mantenen diferències sobre els ensenyaments i creences que han perdurat a través del cristianisme.
El Nou Testament sosté que la resurrecció de Jesús és el fonament de la fe cristiana. (1 Co 15:12-20) Els cristians creuen que a través de la seva mort i resurrecció, els éssers humans poden ser reconciliats amb Déu i participen d'aquesta manera en la salvació i la promesa de la vida eterna. Recordant les paraules de Joan el Baptista l'endemà del baptisme de Jesús, aquestes doctrines de vegades es refereixen a Jesús com l'Anyell de Déu, que va ser crucificat per a complir amb el seu paper com a servent de Déu. Jesús és vist també com el nou Adam, amb una obediència que contrasta amb la desobediència d'Adam. Els cristians veuen a Jesús com un model a seguir, i se'ls encoratja a imitar-lo.
La majoria dels cristians creuen que Jesús era humà de veritat i fou el Fill de Déu. Hi ha hagut controvèrsies teològiques sobre la seva naturalesa des del debat a l'Església primitiva. La cristologia va ser un focus important d'aquests debats que es va tractar a cadascun dels primers set concilis ecumènics, on es va tractar la Trinitat. Els cristians en general creuen que Jesús és el Logos que s'ha encarnat essent el Fill de Déu, i que és tant diví com humà. No obstant això, la doctrina de la Trinitat no és universalment acceptada entre els cristians. Al principi del cristianisme no només es venerava a Jesús sinó també el seu nom amb devocions que actualment existeixen tant al cristianisme oriental com a l'occidental.

### El Jesús jueu
El corrent principal del judaisme rebutja que Jesús sigui Déu o una part d'una Trinitat. Sosté que Jesús no és el messies jueu, argumentant que no va complir amb les profecies messiàniques del Tanakh ni es va encarnar amb les característiques personals del messies. Segons la tradició jueva, el darrer profeta va ser Malaquies al segle v abans de Crist. Un grup conegut com els jueus messiànics consideren que Jesús fou el messies, però es discuteix si aquesta comunitat és una secta del judaisme.
La crítica jueva de Jesús és molt antiga. El Nou Testament va establir que Jesús fou criticat per les autoritats jueves del seu temps. Els fariseus i els escribes van criticar Jesús i els seus deixebles per no observar la llei de Moisès, per no rentar-se les mans abans de dinar (Marc 7:1-23, Mt 15:1-20), i per la recol·lecció del gra en dissabte (Marc 2:23-3:6). El Talmud, escrit i compilat des del segle iii al v, inclou històries que alguns consideren relats de Jesús. En una d'aquestes històries, Jeixu ha-nozri o Jesús el cristià, descrit com un apòstata lasciu, és executat pel poder jueu perquè pretenia estendre la idolatria i la pràctica de la màgia. Hi ha moltes opinions entre els estudiosos sobre aquestes històries. Diversos historiadors contemporanis consideren que aquest material no proporciona informació sobre el Jesús històric. La Torà Mixné, una obra del segle xii de la llei jueva escrita per Moisès Maimònides, afirma que Jesús és un obstacle que fa errar a la major part del món i servir a un déu diferent de Déu.

### El Jesús de l'islam

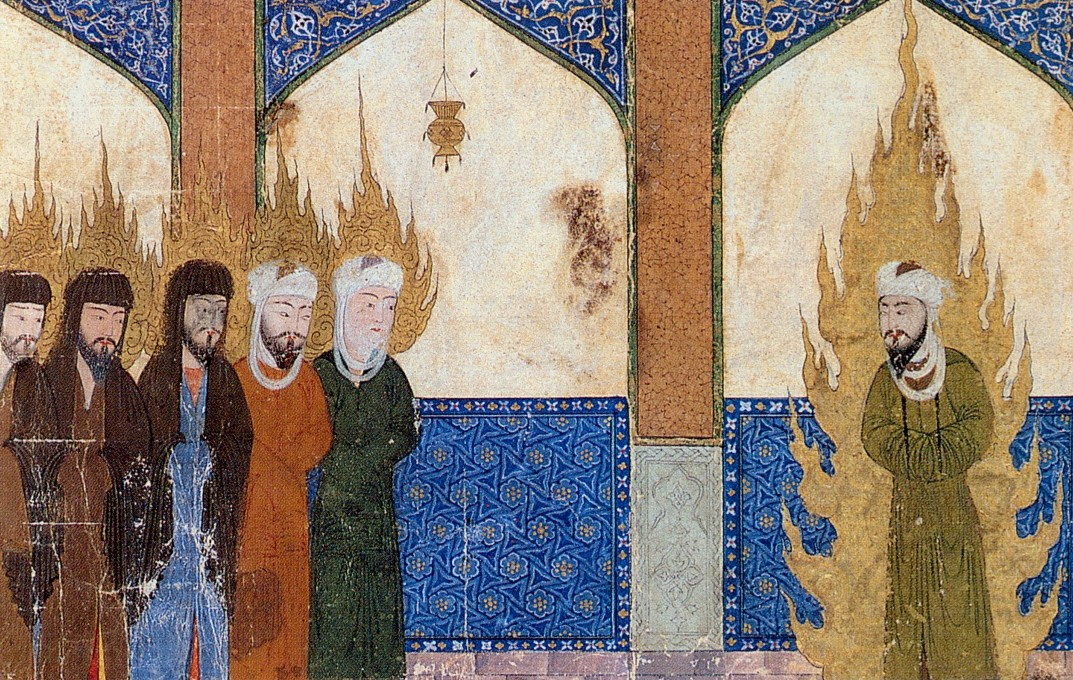
Muhammad lidera la pregària de Jesús, Abraham, Moisès i altres. Miniatura persa medieval

Jesús, anomenat en àrab Issa en un context musulmà o bé Yasu, en un context cristià, és un dels principals missatgers de Déu (Al·là) o profetes de l'islam. Segons l'Alcorà, fou un dels profetes més estimats per Déu, un messies enviat per a guiar els israelites. Els musulmans consideren que el Nou Testament no és autèntic i creuen que el missatge original de Jesús es va perdre i que Muhàmmad va venir després per a recuperar-lo. La fe en Jesús i la resta de missatgers de Déu és un requisit per a ser musulmà. L'Alcorà esmenta a Jesús pel seu nom 25 vegades, més sovint que Muhàmmad i remarca que Jesús era un home mortal que com els altres profetes havia estat escollit per Déu per a difondre el seu missatge. L'islam considera que Jesús no va ser el Fill de Déu encarnat. Els texts islàmics emfatitzen la noció de monoteisme i prohibeixen associar res a Déu, el que consideren una idolatria. L'Alcorà diu que el mateix Jesús mai va afirmar la seva divinitat, i prediu que al Judici final Jesús negarà haver fet mai tal afirmació (Alcorà 5:116). Com tots els profetes de l'islam, Jesús és considerat un 'musulmà' i es creu que els seus seguidors haurien d'adoptar el camí recte ordenat per Déu.
L'Alcorà no esmenta Josep, però sí que descriu l'anunciació a Maria per un àngel. La virginitat de Maria abans i després del naixement de Jesús està plenament reconeguda i s'atribueix a la voluntat de Déu (Alcorà, 3,41; 5,19; 19,22 i ss). L'Alcorà exposa que Déu va infondre l'Esperit Sant a Maria mantenint-la verge. Per a l'islam, Jesús s'anomena l'Esperit de Déu perquè va néixer a través de l'acció de l'Esperit, però aquesta creença no inclou la doctrina de la seva preexistència, tal com passa en el cristianisme.
Els musulmans creuen que Jesús va ser l'últim profeta enviat per Déu per guiar els israelites. Per ajudar en el seu ministeri al poble jueu a Jesús se li va donar la possibilitat de fer miracles amb el permís de Déu, i no per al seu propi poder. Jesús és vist per l'islam com un precursor de Mahoma. Els musulmans neguen que Jesús fos crucificat, que ressuscités d'entre els morts i que expiés els pecats de la humanitat. D'acord amb les tradicions musulmanes, Jesús no va ser crucificat, però va ressuscitar físicament al cel. El moviment musulmà dels ahmadiyya considera que Jesús va ser un home mortal que va sobreviure a la seva crucifixió i va morir de mort natural a 120 anys al Caixmir. La majoria dels musulmans creuen que Jesús retornarà a la terra poc abans del Dia del Judici Final i derrotarà l'Anticrist.

### Altres interpretacions religioses
- Els ensenyaments del bahaisme consideren Jesús com una manifestació de Déu, com un profeta[355] que serveix d'intermediari entre Déu i la humanitat, que serveix com a missatger i reflecteix les qualitats i atributs de Déu.[356] Aquest concepte emfatitza les qualitats que simultàniament es consideren pròpies de la humanitat i la divinitat;[356] Per tant, és similar a la concepció cristiana de l'encarnació.[355] El bahaisme també accepta que Jesús fou el Fill de Déu[357] i l'encarnació perfecta dels atributs de Déu. Aquests ensenyaments, però, rebutgen la idea que la divinitat es manifestés en un cos humà perquè argumenta que Déu sosté la realitat física.[355] El fundador del bahaisme, Bahà'u'llàh, va escriure que cada manifestació de Déu té els mateixos atributs divins, que es poden veure com el retorn espiritual de totes les manifestacions anteriors de Déu i l'aparició de cada nova manifestació de Déu inaugura una religió que substitueix les anteriors, un concepte conegut com la revelació progressiva.[356] Aquestes creences consideren que el pla de Déu es desenvolupa gradualment a través d'aquest procés de maduració de la humanitat i que algunes de les manifestacions arriben quan es completen missions anteriors. Per tant, creuen que Bahà'u'llàh és el promès retorn de Jesús.[358] Aquests ensenyaments coincideixen amb els evangelis en gran part, però no en tot. Creuen en el naixement virginal i en la crucifixió,[359][360] però veuen la Resurrecció i els miracles de Jesús com a simbòlics.[357][360]
- Segons els gnòstics, una religió que es considera extingida,[361] Jesús va ser enviat des del reialme diví per donar a conèixer que el secret del coneixement gnòstic és necessari per a salvar-se. La majoria dels gnòstics creien que Jesús era un home que va arribar a ser posseït per l'esperit de Crist en el baptisme. L'esperit deixà el cos de Jesús durant la crucifixió però després va aixecar el cos d'entre els morts. Per alguns gnòstics, anomenats docètics, Jesús no tenia un cos físic, sinó que semblava físic.[362] Els maniqueus, una secta gnòstica, acceptaven que Jesús era un profeta, al costat del Buda Gautama i Zoroastre.[363][364]
- Alguns hindús consideren a Jesús com un avatar o un sadhu i troben similituds entre els ensenyaments hindús i els de Jesús.[365][366] El gurú hindú Paramahansa Yogananda considera que Jesús era la reencarnació d'Eliseu i un estudiant de Sant Joan Baptista, la reencarnació d'Elies.[367] Alguns budistes, incloent-hi Tenzin Gyatso, el catorzè Dalai Lama, Jesús va dedicar la seva vida al benestar de les persones.[368] La teoria New Age té una àmplia varietat de punts de vista sobre Jesús.[369][370] L'ateisme rebutja la divinitat de Jesús, però alguns ateus com Richard Dawkins en tenen una valoració positiva; aquest el considera "un gran mestre moral".[371]
- Entre les interpretacions religioses crítiques cal anomenar Cels, del segle ii, i Porfiri, que va escriure un atac de quinze volums sobre el cristianisme en el seu conjunt.[372][373] Al segle xix el filòsof i escriptor Nietzsche va fer una dura crítica dels ensenyaments de Jesús, que va titllar d'antinaturals.[374] Al segle xx Bertrand Russell va escriure Per què no sóc cristià, on exposa que Jesús no ha estat la persona amb més saviesa.[375]

## Interpretació artística

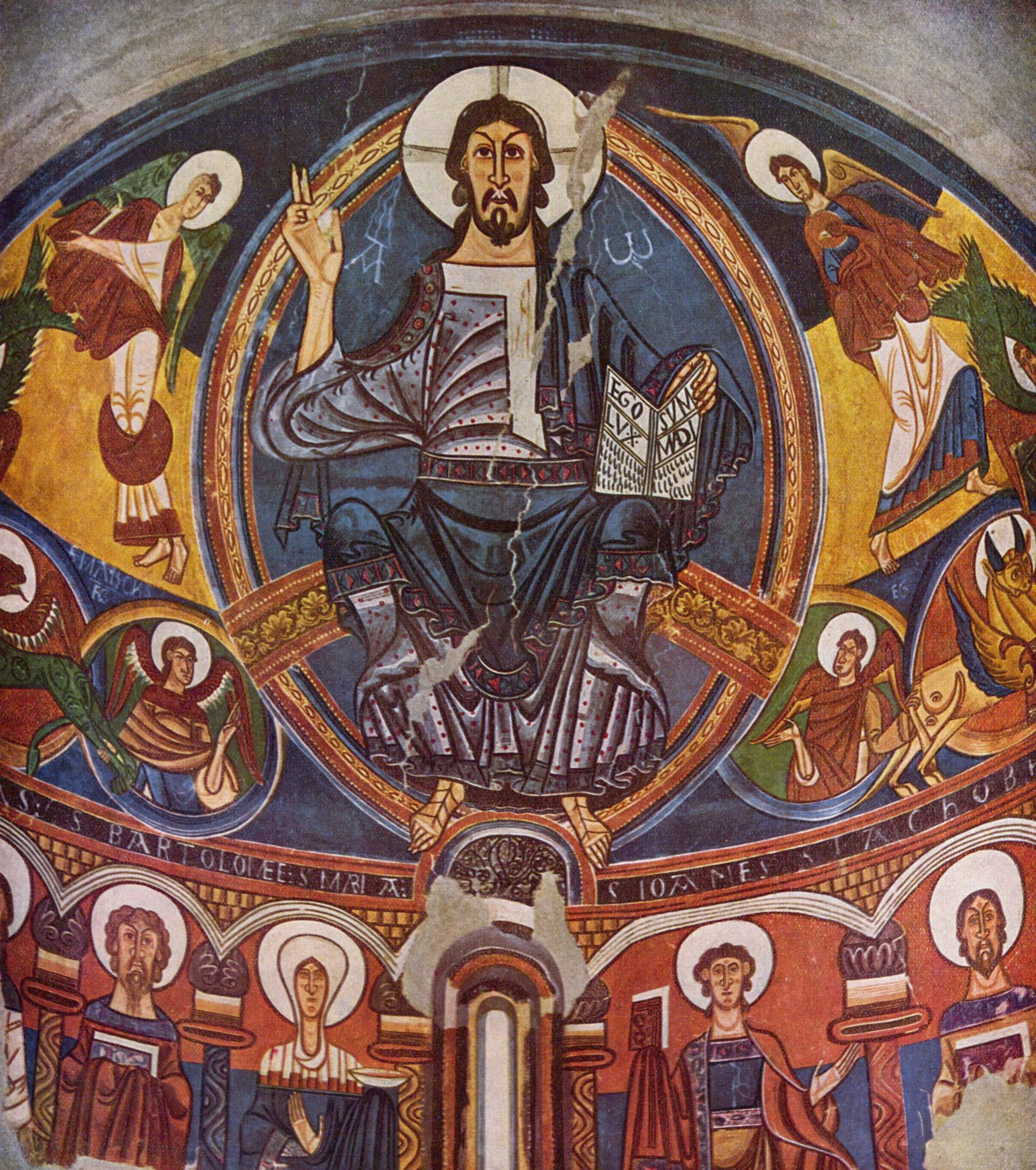
Pantocràtor envoltat per la màndorla, a l'església romànica de Sant Climent de Taüll

### Jesús en la pintura
Tot i la manca de referències bíbliques o registres històrics, han aparegut una gran varietat de representacions de Jesús durant els darrers dos mil·lennis, sovint influenciades pels valors culturals, circumstàncies polítiques i contexts teològics. Tal com passa també en altres mostres de l'art cristià, les representacions més antigues daten de finals del segon o principis del tercer, i les imatges que es conserven es troben sobretot en les Catacumbes romanes. En un primer moment, l'art cristià va preferir evocar la seva figura mitjançant símbols, tals com el monograma format per les lletres gregues X i P, inicials del nom grec Χριστός (Crist), en unió de vegades de A i Ω, primera i última lletra, respectivament, de l'alfabet grec, per indicar que Crist és el principi i el fi; el símbol del peix ΙΧΘΥΣ «ikhthis», en grec acròstic de Ἰησοῦς Χριστός, Θεοῦ Υἱός, Σωτήρ, (Iesous Khristos Theos uios Soter; Jesucrist fill de Déu Salvador"); l'anyell de Déu; o fins i tot mitjançant símbols antropomòrfics, com el del Bon Pastor.
La iconoclàstia romana d'Orient va actuar com una barrera a l'evolució a l'est, però al segle novè, l'art es va tornar a permetre. La Transfiguració va ser un tema important en l'art cristià oriental, i els monjos ortodoxos que s'havien format per a fer icones havien de demostrar la seva vàlua pintant-ne icones per a representar-ho. El Renaixement va comportar que diversos artistes se centressin a pintar representacions de Jesús. Fra Angelico i altres seguidors com Giotto di Bondone van fer de manera sistemàtica representacions clares. La Reforma Protestant va comportar un renaixement en contra de les icones, però la prohibició total era atípica, i les objeccions dels protestants a les imatges es van reduir al segle xvi. Tot i que s'evitaven imatges grans, hi ha protestants que actualment s'oposen a les il·lustracions que representen Jesús als llibres. D'altra banda, l'ús de les representacions de Jesús es veuen bé pels anglicans i els catòlics i és un element clau en la tradició ortodoxa oriental.

### Jesús en la literatura
Des de finals del segle xix, són nombrosos els autors literaris que han donat la seva interpretació personal de la vida de Jesús. Entre les obres més destacades que han tractat el tema es pot citar:
- Mirza Ghulam Ahmad: Jesús a l'Índia (1899)
- Fiódor Dostoievski: Els germans Karamàzov.
- Mikhaïl Bulgàkov: El mestre i Margarida (escrit entre 1928 i 1940, publicat el 1967).
- Robert Graves: Rei Jesús (1947).
- Nikos Kazantzakis: Crist crucificat (1948) i L'última temptació de Crist, en la qual es basaria Martin Scorsese per a la seva pel·lícula homònima.
- Fulton Oursler: La història més gran mai no contada (1949). En la que es va basar la pel·lícula de George Stevens.
- Anthony Burgess: L'home de Natzaret (1979), va servir de base per a la sèrie Jesus of Natzaret de Franco Zeffirelli
- José Saramago: L'Evangeli segons Jesucrist (1991).
- Norman Mailer: L'Evangeli segons el Fill (1997).
- Fernando Sánchez Dragó: Carta de Jesús al Papa (2001).
- Gore Vidal: En directe des del Gòlgota (1992); també parcialment basat en la història de Jesús de Natzaret 1955.
- Andreas Faber-Kaiser: Jesús va viure i va morir a Caixmir
- Juan José Benítez: Caballo de Troya (1984-2006; saga de diversos volums).
- Fida Hassnain: La història de Jesús (1995)

### Jesús en el cinema

La Passió de Crist és una pel·lícula sobre Jesús del director Mel Gibson

La vida de Jesús segons els relats del Nou Testament, i generalment des d'una perspectiva cristiana, ha estat un tema freqüent en el cinema gairebé des de la seva mateixa aparició. De fet, Jesús de Natzaret és un dels personatges més interpretats en el cinema. Ja el 1898 la vida de Jesús va ser portada a la pantalla per Georges Hatot i Louis Lumière, en un film titulat La vie et la passion de Jésus-Christ. En el cinema mut destaca la superproducció Rei de reis, de Cecil B. DeMille.
El tema va ser abordat després en diverses ocasions, i des de punts de vista molt diversos: des de les superproduccions de Hollywood, com Rei de reis (Nicholas Ray, 1961) i The Greatest Story Ever Told  (George Stevens, 1965), fins a les visions més austeres de cineastes com Pier Paolo Pasolini (L'evangeli segons sant Mateu, 1964), la molt clàssica Jesus of Nazareth de Franco Zeffirelli o més intel·lectuals com la de The Man from Earth, on va conèixer a Buda. També van donar la seva personal interpretació de la figura de Jesús autors com Buñuel (Nazarín, 1958) o Dreyer (Ordet, 1954).
Algunes de les pel·lícules més recents sobre la vida de Jesús no han estat exemptes de polèmica: és el cas de L'última temptació de Crist (Martin Scorsese, 1988) basada en la novel·la homònima de Nikos Kazantzakis, molt criticada en general per la seva interpretació de Jesús, bastant apartada del punt de vista cristià tradicional. El film La Passió de Crist (Mel Gibson, 2004) va suscitar en canvi l'aprovació d'amplis sectors cristians, però va ser titllada d'antisemita per alguns membres de la comunitat jueva.
Tampoc falten aproximacions paròdiques a la figura de l'iniciador del cristianisme, com La vida de Brian (Terry Jones, 1979), musicals com el cèlebre Jesus Christ Superstar (Norman Jewison, 1973), i fins i tot films d'animació, com The Miracle Maker (Derek W. Hayes i Stanislav Sokolov, 2000).

### Jesús al teatre musical
La vida de Jesús també ha estat convertida en musical i portada als escenaris en llocs com Broadway. Entre les aproximacions líriques a la vida i obra de Jesús destaquen Jesus Christ Superstar, òpera-rock amb música d'Andrew Lloyd Webber i llibret de Tim Rice, representada per primera vegada el 1970. Molt més alternativa és l'obra Godspell, amb música de Stephen Schartz i llibret de John-Michael Tebelak, representada per primera vegada el 1971.